# 2019冠状病毒病河北省疫情
| 地级市                                                    | 无症状感染者 | 无症状感染者 | 现有确诊 | 现有确诊 | 累积确诊 | 累积确诊 | 死亡 | 痊愈 |
| 地级市                                                    | 境内         | 境外         | 境内     | 境外     | 境内     | 境外     | 死亡 | 痊愈 |
| --------------------------------------------------------- | ------------ | ------------ | -------- | -------- | -------- | -------- | ---- | ---- |
| 河北省                                                    | 0            | 2            | 20       | 0        | 1420     | 37       | 7    | 1430 |
| 石家庄市                                                  | 0            | 0            | 64       | 0        | 985      | 2        | 1    | 899  |
| 唐山市                                                    | 0            | 0            | 0        | 0        | 58       | 1        | 1    | 58   |
| 秦皇岛市                                                  | 0            | 0            | 0        | 0        | 10       | 0        | 1    | 9    |
| 邯郸市                                                    | 0            | 0            | 0        | 0        | 32       | 0        | 0    | 32   |
| 邢台市                                                    | 0            | 0            | 2        | 0        | 96       | 0        | 1    | 93   |
| 保定市                                                    | 0            | 0            | 2        | 0        | 50       | 0        | 0    | 48   |
| 张家口市                                                  | 0            | 0            | 0        | 0        | 43       | 0        | 0    | 43   |
| 承德市                                                    | 0            | 0            | 0        | 0        | 7        | 0        | 0    | 7    |
| 沧州市                                                    | 0            | 0            | 0        | 0        | 49       | 1        | 3    | 47   |
| 廊坊市                                                    | 0            | 0            | 0        | 0        | 33       | 0        | 0    | 33   |
| 衡水市                                                    | 0            | 0            | 0        | 0        | 8        | 0        | 0    | 8    |
| 定州市                                                    | 0            | 0            | 0        | 0        | 1        | 0        | 0    | 1    |
| 辛集市                                                    | 0            | 0            | 75       | 0        | 75       | 0        | 0    | 0    |
| 待明确地区                                                | 0            | 2            | 0        | 0        | 0        | 33       | 0    | 0    |
| 总数                                                      | 2            | 2            | 20       | 20       | 1457     | 1457     | 7    | 1430 |
| 截至2021年12月3日（確診個案數據包含已痊癒病例和死亡病例） |              |              |          |          |          |          |      |      |

2019冠狀病毒病河北省疫情，介紹在2019冠狀病毒病疫情中，在中华人民共和国河北省發生的情況。
截至2021年12月3日24时，河北省现有确诊病例20例。累计治愈病例1430例（含境外输入37例），累计死亡病例7例，累计报告本地确诊病例1420例、境外输入病例37例。尚在医学观察本地无症状感染者2例（境外输入）。

## 病例

### 2020年

#### 1月
1月22日，河北省石家庄市确认全省首例确诊病例。患者李某，男，72岁，武汉人。1月18日来石家庄探亲。患者在定点医院隔离治疗，病情平稳。已对其6名密切接触者开展了隔离医学观察，无发热等异常。
1月23日，河北省卫健委表示一名80岁陈姓男子确诊感染新型冠状病毒，该名患者已于22日离世，属首宗于湖北以外的首宗死亡个案。
1月25日，河北省报告新型冠状病毒感染的肺炎新增确诊病例6例。其中：保定市、承德市各1例，为报告首例确诊病例；其他新增确诊病例为石家庄市3例、沧州市1例。
1月26日，河北省报告新型冠状病毒感染的肺炎新增确诊病例5例，其中邯郸市2例，保定市2例，石家庄市1例。邯郸市为报告首例确诊病例。
1月27日，河北省报告新型冠状病毒感染的肺炎新增确诊病例5例，其中廊坊市2例、石家庄市2例、邢台市1例。廊坊市、邢台市为报告首例确诊病例。
1月28日，河北省报告新型冠状病毒感染的肺炎新增确诊病例15例，其中廊坊市4例、沧州市3例、邯郸市2例、石家庄市2例、衡水市2例、唐山市1例、邢台市1例。衡水、唐山为报告首例确诊病例。
1月29日，河北省报告新型冠状病毒感染的肺炎新增确诊病例15例，其中保定市3例、沧州市3例、廊坊市3例、唐山市2例、石家庄市1例、衡水市1例、张家口市1例、邢台市1例。
1月30日，河北省报告新型冠状病毒感染的肺炎新增确诊病例17例，其中，张家口市5例、沧州市4例、邯郸市2例、邢台市2例、石家庄市1例、保定市1例、承德市1例、衡水市1例。
1月31日，河北省报告新型冠状病毒感染的肺炎新增确诊病例17例，其中，沧州市6例、唐山市4例、保定市4例、邢台市2例、邯郸市1例。

#### 2月
2月1日，河北省报告新型冠状病毒感染的肺炎新增确诊病例14例，其中，邢台市3例、邯郸市3例、张家口市2例、廊坊市2例、石家庄市1例、沧州市1例、唐山市1例、秦皇岛市1例。秦皇岛为报告首例确诊病例。
2月2日，河北省报告新型冠状病毒感染的肺炎新增确诊病例8例，其中，唐山市3例、保定市2例、石家庄市1例、张家口市1例、邯郸市1例。
2月3日，河北省报告新型冠状病毒感染的肺炎新增确诊病例9例，其中，邢台市4例、石家庄市3例、廊坊市1例、秦皇岛市1例。
2月4日，河北省报告新型冠状病毒感染的肺炎新增确诊病例13例，其中，石家庄市5例、邯郸市3例、邢台市2例、承德市1例、沧州市1例、衡水市1例。
2月5日，河北省报告新型冠状病毒感染的肺炎新增确诊病例9例，其中保定市4例、承德市1例、张家口市1例、唐山市1例、廊坊市1例、秦皇岛市1例。新增治愈出院病例1例（石家庄市）。
2月6日，河北省报告新型冠状病毒感染的肺炎新增确诊病例22例，其中，唐山市5例、邯郸市4例、石家庄市3例、邢台市3例、张家口市2例、衡水市2例、承德市1例、廊坊市1例、沧州市1例。新增治愈出院病例3例，其中，保定市2例、石家庄市1例。其中张家口的第1宗个案是河北北方学院附属第一医院医生，曾隐瞒与病例接触史，未有隔离观察，3次前往医院就诊并在所在医院接诊患者，引致100多人成为密切接触者，所在医院门诊被迫关闭，被公安立案侦查。
2月7日，河北省报告新型冠状病毒感染的肺炎新增确诊病例14例，其中，邯郸市4例、沧州市2例、唐山市2例、秦皇岛市2例、张家口市1例、承德市1例、廊坊市1例、保定市1例。新增治愈出院病例9例，其中，廊坊市3例、沧州市2例、邯郸市2例、石家庄市1例、张家口市1例。其中邢台市1例64岁刘宝英是故意隐瞒事实病例，1月17日随家人自驾从武汉洪山区返回内丘县家中，期间去了市区牙科内丘商场等场所，1月31日因出现气喘到内丘县中医院住院治疗，2月4日因病情加重由120接到邢台市人民医院急诊科就诊。在就诊期间，刘宝英以及家属一直否认武汉旅居史，直到2月6日医护人员反复追问方才承认。经按法定程序进行新型冠状病毒核酸检测，2月7日晨刘宝英被确诊为新冠肺炎。经过邢台市和内丘县排查，亲密接触者77人，全部隔离。内丘县公安机关以涉嫌以危险方法危害公共安全罪对该患者立案侦查。
2月8日，河北省报告新型冠状病毒感染的肺炎新增确诊病例24例，其中，廊坊市5例、沧州市5例、唐山市4例、邯郸市4例、秦皇岛市2例、邢台市2例、承德市1例、张家口市1例。新增治愈出院病例9例，其中，保定市4例、唐山市2例、沧州市2例、邢台市1例。新增疑似病例36例，其中，唐山市7例、秦皇岛市6例、邢台市6例、张家口市5例、保定市5例、沧州市4例、定州市2例、石家庄市1例。2月7日确诊的内丘县隐瞒事实病例刘宝英由于病程长（1月18日发病），隐瞒病史，失去最佳治疗机会，终因新冠肺炎致多脏器衰竭，经抢救无效于2月8日晚8点左右死亡。
2月9日，河北省报告新型冠状病毒肺炎新增确诊病例11例，其中，唐山市4例、保定市3例、廊坊市2例、邯郸市1例、衡水市1例。新增治愈出院病例5例。新增死亡病例1例（邢台市，隐瞒事实病例）。
2月10日，河北省报告新型冠状病毒肺炎新增确诊病例12例，其中，保定市5例、张家口3例、廊坊市2例、石家庄市1例、唐山市1例。新增治愈出院病例5例。
2月11日，河北省报告新型冠状病毒肺炎新增确诊病例12例，其中，沧州市5例、唐山市2例、廊坊市2例、邯郸市2例、保定市1例。新增治愈出院病例7例。新增疑似病例20例，其中，沧州市10例、秦皇岛市4例、唐山3例、张家口市1例、保定市1例、定州市1例。
2月12日，河北省报告新型冠状病毒肺炎新增确诊病例14例，其中，沧州市5例、张家口市4例、唐山市2例、邯郸市2例、廊坊市1例。新增治愈出院病例6例。新增死亡病例1例（沧州市）。新增疑似病例11例，其中，邢台市4例、唐山市2例、沧州市2例、石家庄市1例、秦皇岛市1例、定州市1例。

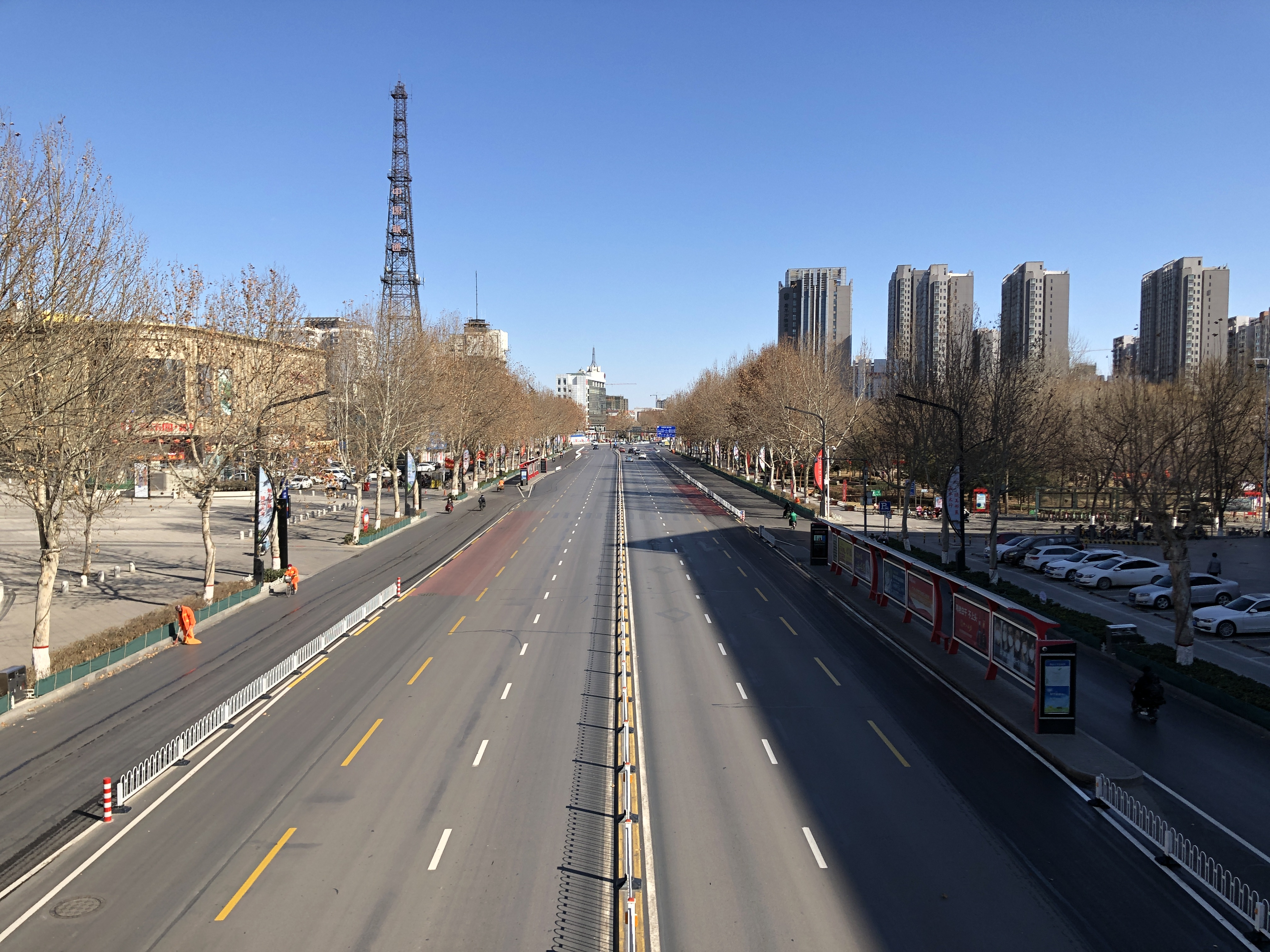
2019冠状病毒病疫情期间邢台主要街道

2月13日，河北省报告新型冠状病毒肺炎新增确诊病例18例，其中，唐山市8例、张家口市6例、沧州市3例、邢台市1例。新增治愈出院病例15例。新增疑似病例12例，其中，石家庄市4例、沧州市3例、秦皇岛市2例、邯郸市2例、唐山市1例。
2月14日，河北省报告新型冠状病毒肺炎新增确诊病例8例，其中，唐山市3例、张家口市2例、沧州市1例、保定市1例、秦皇岛市1例。新增治愈出院病例17例。新增疑似病例8例，其中，唐山市5例、定州市2例、沧州市1例。
2月15日，河北省报告新型冠状病毒肺炎新增确诊病例9例，其中，唐山市5例、石家庄市1例、张家口市1例、廊坊市1例、沧州市1例。新增治愈出院病例14例。新增疑似病例2例（唐山市）。
2月16日，河北省报告新型冠状病毒肺炎新增确诊病例1例（邢台市）。新增治愈出院病例9例。新增疑似病例2例（唐山市）。
2月17日，河北省报告新型冠状病毒肺炎新增确诊病例1例（沧州市）。新增治愈出院病例14例。新增死亡病例1例（唐山市）。新增疑似病例1例（秦皇岛市）。
2月18日，河北省报告新型冠状病毒肺炎新增确诊病例4例（唐山市）。新增治愈出院病例13例。
2月19日，河北省报告新型冠状病毒肺炎新增确诊病例1例（唐山市）。新增治愈出院病例16例。新增死亡病例1例（沧州市）。
2月20日，河北省报告新型冠状病毒肺炎新增确诊病例1例（唐山市）。新增治愈出院病例18例。
2月21日，河北省报告新型冠状病毒肺炎新增确诊病例1例（石家庄市）。新增治愈出院病例14例。新增死亡病例1例（秦皇岛市）。
2月22日，河北省报告新型冠状病毒肺炎新增确诊病例2例，其中，唐山市1例、邯郸市1例。新增治愈出院病例20例。
2月25日，河北省报告新型冠状病毒肺炎新增确诊病例1例（张家口市）。新增治愈出院病例7例。
2月26日，河北省报告新型冠状病毒肺炎新增确诊病例5例（张家口市）。新增治愈出院病例13例。
2月27日，河北省报告新型冠状病毒肺炎新增确诊病例1例（张家口市）。新增治愈出院病例13例。

#### 3月
3月21日，报告境外输入新型冠状病毒肺炎确诊病例1例（唐山市）。
3月29日，报告境外输入新型冠状病毒肺炎确诊病例2例（石家庄市）。
3月31日，报告境外输入新型冠状病毒肺炎确诊病例2例（未明确地区）。

#### 4月
4月1日，河北省报告当日转为确诊病例1例。尚在医学观察无症状感染者12例（境外输入11例）。
4月2日，河北省报告当日转为确诊病例1例（境外输入）,当日解除隔离1例（境外输入）。尚在医学观察无症状感染者10例（境外输入9例）。
4月3日，河北省报告新增境外输入无症状感染者1例。
4月4日，河北省报告新增境外输入新型冠状病毒肺炎确诊病例1例。
4月5日，河北省报告新增无症状感染者1例。
4月9日，河北省报告新增境外输入无症状感染者1例。
4月15日，河北省报告新增境外输入新型冠状病毒肺炎确诊病例1例。

#### 6月
6月14日，河北省新增3例确诊病例和1例无症状感染者，均为北京新发地农产品批发市场聚集性感染事件的关联病例。其中有两名确诊患者自北京返回安新县后存在隐瞒个人轨迹及与他人接触情况的情形，警方已对此展开调查。
6月15日，河北省新增报告新型冠状病毒肺炎确诊病例4例，其中，雄安新区安新县3例（2例为北京市确诊病例的密切接触者，1例为本地确诊病例的密切接触者），定州市1例（为北京市新发地市场经营者）。
6月16日，河北省新增报告新型冠状病毒肺炎确诊病例1例（系6月14日雄安新区安新县无症状感染者转确诊）。
6月17日，河北省新增报告新型冠状病毒肺炎确诊病例2例（均为雄安新区安新县在北京新发地市场经营者）。
6月18日，河北省新增报告新型冠状病毒肺炎确诊病例2例，其中1人为雄安新区安新县在北京新发地市场经营者，1人为保定易县在北京丰台区某餐馆服务员。
6月19日，河北省新增报告新型冠状病毒肺炎确诊病例1例，系北京关联确诊病例的密切接触者。
6月20日，河北省新增报告新型冠状病毒肺炎确诊病例3例，其中雄安新区安新县1例（系北京新发地市场返乡人员）、张家口沽源县2例（均与北京返乡人员有密切接触史）。
6月21日，河北省新增报告新型冠状病毒肺炎确诊病例2例，其中雄安新区安新县1例、沧州肃宁县1例（均系北京关联河北省确诊病例的密切接触者）。
6月23日，河北省新增报告新型冠状病毒肺炎确诊病例2例，均系北京市确诊病例的密切接触者。
6月24日，河北省新增报告新型冠状病毒肺炎确诊病例1例，系北京关联确诊病例的密切接触者。

#### 8月
8月10日，河北省新增报告1例境外输入确诊病例（普通型）。
8月12日，河北省新增报告1例境外输入确诊病例（普通型）。
8月21日，河北省新增报告3例境外输入确诊病例（普通型）。
8月22日，河北省新增报告5例境外输入确诊病例。
8月24日，河北省新增报告1例境外输入确诊病例（普通型）。
8月26日，河北省新增报告2例境外输入确诊病例。
8月31日，河北省新增报告3例境外输入确诊病例（普通型）。

#### 10月
10月11日，河北省新增报告2例境外输入确诊病例。
10月14日，河北省新增境外输入病例1例。
10月25日，河北省新增报告1例境外输入确诊病例（普通型）。
10月26日，河北省新增报告2例境外输入确诊病例（普通型）。
10月27日，河北省新增报告1例境外输入确诊病例（轻型）。
10月30日，河北省新增报告1例境外输入确诊病例（普通型）。

### 2021年

#### 1月
1月2日，河北省新增病例1例，系石家庄市藁城区报告。患者为61岁妇女，曾于12月28日参加婚礼。
1月3日，河北省新增病例4例，其中2例为南宫市报告，为兄弟关系，另2例为石家庄市藁城区报告。
1月4日，河北省新增病例14例，石家庄市报告11例（2例为无症状感染者转为确诊病例），邢台市报告3例（1例为无症状感染者转为确诊病例）。
1月5日，河北省新增病例20例，其中石家庄市报告19例（5例为无症状感染者转为确诊病例），邢台市报告1例。
1月6日，河北省新增病例51例，石家庄市报告50例（2例为无症状感染者转为确诊病例），邢台市报告1例（为无症状感染者转为确诊病例），新增69例本地无症状感染者，新增2例境外输入病例。
1月7日，河北省新增病例33例，其中石家庄市报告31例（1例为无症状感染者转为确诊病例），邢台市报告2例（1例为无症状感染者转为确诊病例）。新增39例本地无症状感染者，其中石家庄市报告35例，邢台市报告4例。
1月8日，河北省新增14例本地新型冠状病毒肺炎确诊病例,均为石家庄市报告。河北省新增16例本地无症状感染者，均为石家庄市报告。
1月9日，河北省新增46例本地新型冠状病毒肺炎确诊病例,其中石家庄市报告44例（27例为无症状感染者转为确诊病例），邢台市报告2例（均为无症状感染者转为确诊病例）。
1月10日，河北省新增82例本地新型冠状病毒肺炎确诊病例，其中石家庄市报告77例（27例为无症状感染者转为确诊病例），邢台市报告5例。
1月11日，河北省新增40例本地新型冠状病毒肺炎确诊病例，其中石家庄市报告39例（2例为无症状感染者转为确诊病例），廊坊市报告1例。
1月12日，河北省新增90例本地新型冠状病毒肺炎确诊病例，其中石家庄市报告84例（27例为无症状感染者转为确诊病例），邢台市报告6例。河北省新增15例本地无症状感染者，其中石家庄市报告14例，邢台市报告1例。
1月13日，河北省新增81例本地新型冠状病毒肺炎确诊病例，其中石家庄市报告75例（9例为无症状感染者转为确诊病例），邢台市报告6例。新增死亡病例1例，患者来自于石家庄市藁城区增村镇。新增治愈出院12例。河北省新增4例本地无症状感染者，其中石家庄市报告3例，邢台市报告1例。15例无症状感染者解除隔离医学观察。
1月14日，河北省新增90例本地新型冠状病毒肺炎确诊病例，其中石家庄市报告84例（5例为无症状感染者转为确诊病例），邢台市报告6例（1例为无症状感染者转为确诊病例）。河北省新增9例本地无症状感染者，其中石家庄市报告5例，邢台市报告4例。3例无症状感染者解除隔离医学观察。。
1月15日，河北省新增90例本地新型冠状病毒肺炎确诊病例,其中石家庄市报告83例（7例为无症状感染者转为确诊病例），邢台市报告7例（2例为无症状感染者转为确诊病例）。河北省新增12例本地无症状感染者，其中石家庄市报告11例，邢台市报告1例。1例无症状感染者解除隔离医学观察。
1月16日，河北省新增72例本地新型冠状病毒肺炎确诊病例，其中石家庄市报告65例（13例为无症状感染者转为确诊病例），邢台市报告7例（1例为无症状感染者转为确诊病例）。河北省新增20例本地无症状感染者，其中石家庄市报告19例，邢台市报告1例。
1月17日，河北省新增54例本地新型冠状病毒肺炎确诊病例，其中石家庄市报告52例（27例为无症状感染者转为确诊病例），邢台市报告2例。河北省新增6例本地无症状感染者，其中石家庄市报告5例，邢台市报告1例。
1月18日，河北省新增35例本地新型冠状病毒肺炎确诊病例（13例为无症状感染者转为确诊病例），均为石家庄市报告。新增治愈出院4例。河北省新增2例本地无症状感染者，均为石家庄市报告。3例无症状感染者解除隔离医学观察。。
1月19日，河北省新增19例本地新型冠状病毒肺炎确诊病例，其中石家庄市报告13例（4例为无症状感染者转为确诊病例），邢台市报告6例。新增治愈出院1例。河北省新增5例本地无症状感染者，其中石家庄市报告4例，廊坊市报告1例。1例无症状感染者解除隔离医学观察。
1月20日，河北省新增20例本地新型冠状病毒肺炎确诊病例（5例为无症状感染者转为确诊病例），均为石家庄市报告。新增治愈出院8例。河北省新增4例本地无症状感染者，均为石家庄市报告。17例无症状感染者解除隔离医学观察。
1月21日，河北省新增18例本地新型冠状病毒肺炎确诊病例，其中石家庄市报告15例（9例为无症状感染者转为确诊病例），邢台市报告3例。新增治愈出院13例。河北省新增3例本地无症状感染者，其中石家庄市报告2例，邢台市报告1例。5例境外输入无症状感染者解除隔离医学观察。
1月22日，河北省新增15例本地新型冠状病毒肺炎确诊病例，其中石家庄市报告11例（1例为无症状感染者转为确诊病例），邢台市报告4例。新增治愈出院17例（含境外输入1例）。23例无症状感染者解除隔离医学观察。
1月23日，河北省新增19例本地新型冠状病毒肺炎确诊病例，其中石家庄市报告17例（11例为无症状感染者转为确诊病例），邢台市报告2例（1例为无症状感染者转为确诊病例）。新增治愈出院17例。河北省新增1例本地无症状感染者，为石家庄市报告。10例无症状感染者解除隔离医学观察。
1月24日，河北省新增11例本地新型冠状病毒肺炎确诊病例，其中石家庄市报告7例（2例为无症状感染者转为确诊病例），邢台市报告4例。新增治愈出院42例。河北省新增2例本地无症状感染者，为石家庄市报告。6例无症状感染者解除隔离医学观察。
1月25日，河北省新增5例本地新型冠状病毒肺炎确诊病例（2例为无症状感染者转为确诊病例），均为石家庄市报告。新增治愈出院33例。河北省新增2例本地无症状感染者，均为石家庄市报告。13例无症状感染者解除隔离医学观察。
1月26日，河北省新增7例本地新型冠状病毒肺炎确诊病例，其中石家庄市报告5例，邢台市报告1例，定州市报告1例。无新增死亡病例，无新增疑似病例，新增治愈出院70例（含境外输入1例）。
1月27日，河北省新增3例本地新型冠状病毒肺炎确诊病例，其中石家庄市报告2例，邢台市报告1例。新增治愈出院57例。8例无症状感染者解除隔离医学观察。
1月28日，河北省新增1例本地新型冠状病毒肺炎确诊病例，为石家庄市报告。
1月29日，河北省新增1例本地新型冠状病毒肺炎确诊病例，为石家庄市报告。
1月30日，河北省新增1例本地新型冠状病毒肺炎确诊病例，为石家庄市报告。
1月31日，河北省新增1例本地新型冠状病毒肺炎确诊病例，为石家庄市报告。

#### 2月
2月1日，河北省无新增新型冠状病毒肺炎确诊病例。这是本轮疫情以来河北省首次单日零新增。
2月2日，河北省新增1例本地新型冠状病毒肺炎确诊病例，为石家庄市报告，在藁城区指定隔离点发现。
2月3日，河北省新增2例本地新型冠状病毒肺炎确诊病例，为石家庄市报告，在藁城区指定隔离点发现。
2月4日，河北省无新增新型冠状病毒肺炎确诊病例。
2月14日，河北省新增1例本地新型冠状病毒肺炎确诊病例，为石家庄市报告。

#### 3月
3月3日，河北省新增治愈出院5例，河北省现有确诊病例、尚在医学观察无症状感染者全部清零。

#### 10月
10月3日，河北省新增新型冠状病毒肺炎确诊病例1例（境外输入，9月15日自郑州入境集中隔离14天后，9月29日返回沧州集中隔离）。
10月20日，邢台市信都区报告2例外省输入新冠病毒阳性无症状感染者。
10月21日，保定市莲池区新增2例外省关联输入无症状感染者，有内蒙古额济纳旗、甘肃张掖嘉峪关、月牙泉风景区旅行史。
10月23日，石家庄市通报，裕华区居民李某核酸检测阳性，后被确诊。
10月24日，河北省新增新型冠状病毒肺炎确诊病例2例（均为邢台市10月20日无症状感染者转为确诊病例）。
10月26日，河北省新增无症状感染者1例（石家庄市桥西区尹某某）。
10月31日，石家庄深泽县新增新冠肺炎确诊病例1例，无症状感染者1例。当日河北省新增新型冠状病毒肺炎确诊病例9例（石家庄市新增确诊病例6例、无症状感染者转确诊病例1例，保定市无症状感染者转确诊病例2例。

#### 11月
11月1日，河北省新增新型冠状病毒肺炎确诊病例8例（其中石家庄市4例、辛集市4例）。11月1日16时—2日11时，石家庄新增确诊病例2例。
11月2日，河北省新增新型冠状病毒肺炎确诊病例14例（石家庄市）。
11月3日，深泽县新增新冠肺炎确诊病例20例，5例待复检和专家会诊，上述阳性病例均在封控区和隔离点中检出。辛集市新增确诊病例3例。
11月4日，河北省新增新型冠状病毒肺炎确诊病例10例（其中石家庄市9例、辛集市1例，均在隔离点或封控区重点人群核酸筛查中发现并确诊）。
11月5日，河北省新增新型冠状病毒肺炎确诊病例9例（其中石家庄市1例、辛集市8例，均在隔离点或封控区重点人群核酸筛查中发现并确诊）。新增治愈出院2例。
11月6日，河北省新增新型冠状病毒肺炎确诊病例21例（其中石家庄市3例、辛集市18例，均在隔离点或封控区重点人群核酸筛查中发现并确诊），新增无症状感染者2例（石家庄市，均在隔离点发现）。新增治愈出院1例。
11月7日，河北省新增新型冠状病毒肺炎确诊病例8例（辛集市，均在隔离点或封控区重点人群核酸筛查中发现并确诊），新增无症状感染者1例（石家庄市，在隔离点发现）。新增治愈出院2例。
11月8日，河北省新增新型冠状病毒肺炎确诊病例12例（其中石家庄市1例、辛集市11例，均在隔离点或封控区重点人群核酸筛查中发现并确诊）。
11月9日，河北省新增新型冠状病毒肺炎确诊病例5例（辛集市，均在隔离点发现）。这是本轮疫情以来石家庄市（不含辛集市）首次单日零新增。
11月10日，河北省新增新型冠状病毒肺炎确诊病例3例（辛集市，均在隔离点发现）。
11月11日，河北省新增新型冠状病毒肺炎确诊病例2例（辛集市，均在隔离点发现），治愈出院2例。
11月12日，河北省新增新型冠状病毒肺炎确诊病例4例（辛集市，均在隔离点发现），治愈出院7例（含境外输入1例）。
11月13日，河北省新增新型冠状病毒肺炎确诊病例3例（辛集市，均在隔离点发现）。
11月14日，河北省新增新型冠状病毒肺炎确诊病例1例（辛集市，在隔离点发现）。治愈出院4例。
11月15日，河北省无新增新型冠状病毒肺炎确诊病例，无新增无症状感染者。治愈出院12例。这是本轮疫情以来河北省首次单日零新增。

#### 12月
12月3日，河北省新增新型冠状病毒肺炎确诊病例4例（石家庄市鹿泉区），其中1例刘某某为满洲里市来区人员。12月1日，鉴于刘某某来自高风险地区（满洲里东山街道），对刘某某的以上4名密接者在鹿泉区山尹村镇普兴电子搬迁项目工地进行了单人单间隔离。
12月5日，河北省新增新型冠状病毒肺炎确诊病例1例（由满洲里11月24日来石家庄市务工人员）。

### 2022年

#### 1月
1月23日，安新县发现两名新冠肺炎确诊病例，均为北京关联病例。当日新增本土新型冠状病毒肺炎确诊病例3例（雄安新区，均为北京丰台区返乡人员）。
1月24日，河北省新增本土新型冠状病毒肺炎确诊病例2例（雄安新区，均为正在集中隔离的北京丰台区返乡人员）。
1月25日，涞水县发现1例新冠肺炎确诊病例，系正在居家健康监测的从北京丰台区务工返乡人员。
1月26日，三河市集中隔离点检测出1名核酸阳性人员。当日河北省新增本土新型冠状病毒肺炎确诊病例4例（廊坊市，为北京丰台区返乡人员及其密接）。
1月28日，河北省新增本土新型冠状病毒肺炎确诊病例1例（保定市，系北京关联确诊病例的密切接触者）。
1月31日，河北故城县通过核酸检测发现一名重症患者。当日河北省新增本土新型冠状病毒肺炎确诊病例4例（衡水市故城县，系天津确诊病例的密接和次密接）。

#### 2月
2月1日，河北新增1例本土病例。
2月5日，河北省新增本土新型冠状病毒肺炎确诊病例2例（廊坊市固安县，均为居家健康监测北京冷链行业通勤人员的关联人员）。
2月23日，石家庄新华区新增1例新冠肺炎无症状感染者，为武汉市确诊病例的密切接触者。

#### 3月
3月2日，邯郸市新增1例新冠肺炎病毒核酸初筛阳性人员。
3月3日，河北省新增本土新型冠状病毒肺炎确诊病例5例（邢台市4例、石家庄市1例）。
3月4日，河北省新增本土新型冠状病毒肺炎确诊病例6例（石家庄市2例、邢台市3例、保定市1例），新增本土无症状感染者1例（石家庄市）。
3月5日，河北省新增本土新型冠状病毒肺炎确诊病例14例（石家庄市5例、邢台市4例、保定市4例、邯郸市1例）。
3月6日，河北省新增本土新型冠状病毒肺炎确诊病例9例（邢台市），新增本土无症状感染者1例（石家庄市）。
3月7日，河北省新增本土新型冠状病毒肺炎确诊病例4例（石家庄市2例、邢台市2例，均在隔离点发现）。
3月8日，河北省新增本土新型冠状病毒肺炎确诊病例11例（邢台市5例、保定市3例、石家庄市2例、沧州市1例）。
3月9日，河北省新增本土新型冠状病毒肺炎确诊病例10例（邢台市7例、廊坊市2例、沧州市1例，均在隔离点发现），新增本土无症状感染者5例（邢台市1例、廊坊市1例、沧州市2例、石家庄市1例，均在隔离点发现）。
3月10日，河北省新增本土新型冠状病毒肺炎确诊病例16例（沧州市7例、廊坊市5例、邢台市3例、保定市1例），新增本土无症状感染者16例（廊坊市12例、沧州市3例、邢台市1例）。
3月11日，河北省新增本土新型冠状病毒肺炎确诊病例22例（沧州市13例、廊坊市7例、石家庄市1例、邢台市1例），新增本土无症状感染者22例（廊坊市19例、沧州市3例）。
3月12日，河北省新增本土新型冠状病毒肺炎确诊病例33例（廊坊市23例、沧州市9例、保定市1例），新增本土无症状感染者40例（廊坊市33例、沧州市6例、石家庄市1例）。
3月13日，河北省新增本土新型冠状病毒肺炎确诊病例51例（廊坊市30例、沧州市19例、邢台市2例），新增本土无症状感染者162例（廊坊市145例、沧州市13例、邢台市4例）。
3月14日，河北省新增本土新型冠状病毒肺炎确诊病例13例（廊坊市5例、沧州市4例、邯郸市4例），新增本土无症状感染者185例（廊坊市169例、沧州市16例）。
3月15日，河北省新增本土新型冠状病毒肺炎确诊病例38例（廊坊市32例、沧州市5例、邯郸市1例），新增本土无症状感染者239例（廊坊市225例、沧州市14例）。
3月16日，河北省新增本土新型冠状病毒肺炎确诊病例38例（沧州市26例、廊坊市12例），新增本土无症状感染者178例（廊坊市169例、沧州市9例）。
3月17日，河北省新增本土新型冠状病毒肺炎确诊病例24例（廊坊市），新增本土无症状感染者193例（廊坊市185例、沧州市8例）。
3月18日，河北省新增本土新型冠状病毒肺炎确诊病例4例（廊坊市2例、沧州市2例），新增本土无症状感染者265例（廊坊市260例、沧州市5例）。
3月19日，河北省新增本土新型冠状病毒肺炎确诊病例21例（廊坊市12例、唐山市7例、沧州市1例、邯郸市1例），新增本土无症状感染者534例（廊坊市）。
3月20日，河北省新增本土新型冠状病毒肺炎确诊病例51例（廊坊市48例、唐山市2例、沧州市1例），新增本土无症状感染者356例（廊坊市351例、唐山市3例、沧州市1例、邯郸市1例）。
3月21日，河北省新增本土新型冠状病毒肺炎确诊病例11例（廊坊市6例、唐山市5例），新增本土无症状感染者212例（廊坊市170例、唐山市42例）。
3月22日，河北省新增本土新型冠状病毒肺炎确诊病例9例，其中廊坊市7例、石家庄市1例、唐山市1例；新增本土无症状感染者183例，其中廊坊市147例、唐山市34例、沧州市2例（系外省途经沧州高速服务区的协查人员）。
3月23日，河北省新增本土新型冠状病毒肺炎确诊病例8例（廊坊市6例、唐山市1例、秦皇岛市1例），新增本土无症状感染者229例（廊坊市143例、唐山市86例）。
3月24日，河北省新增本土新型冠状病毒肺炎确诊病例24例，其中廊坊市23例、定州市1例（系外省途经定州高速服务区的协查人员）；新增本土无症状感染者288例，其中廊坊市229例、唐山市59例。
3月25日，河北省新增本土新型冠状病毒肺炎确诊病例19例，其中廊坊市11例、唐山市7例、秦皇岛市1例（系外省途经秦皇岛高速服务区的协查人员）；新增本土无症状感染者184例，其中廊坊市132例、唐山市51例、秦皇岛市1例。
3月26日，河北省新增本土新型冠状病毒肺炎确诊病例10例，其中廊坊市5例（1例为无症状感染者转为确诊病例）、唐山市5例（均为无症状感染者转为确诊病例）；新增本土无症状感染者142例，其中廊坊市72例、唐山市70例。
3月27日，河北省新增本土新型冠状病毒肺炎确诊病例7例，其中廊坊市3例、唐山市2例、秦皇岛市2例；新增本土无症状感染者144例，其中唐山市108例、廊坊市35例、石家庄市1例（系外地途经石家庄高速服务区的协查人员）。
3月28日，河北省新增本土新型冠状病毒肺炎确诊病例6例，其中廊坊市5例、保定市1例（系上海返冀人员）；新增本土无症状感染者108例，其中唐山市73例、廊坊市34例、石家庄市1例（系外地途经石家庄高速服务区的协查人员）。
3月29日，河北省新增本土新型冠状病毒肺炎确诊病例6例，其中廊坊市3例、秦皇岛市3例（吉林长春返冀人员）；新增本土无症状感染者75例，其中唐山市54例、廊坊市21例。
3月30日，河北省新增本土新型冠状病毒肺炎确诊病例5例，其中廊坊市3例、保定市1例（外省返冀人员）、唐山市1例；新增本土无症状感染者78例，其中唐山市49例、廊坊市27例、保定市1例（外省返冀人员）、秦皇岛市1例（外省返冀人员）。
3月31日，河北省新增本土新型冠状病毒肺炎确诊病例2例，其中保定市1例（外省返冀人员）、廊坊市1例；新增本土无症状感染者50例，其中唐山市32例、廊坊市17例、邢台市1例（外省返冀人员）。

#### 4月
4月1日，河北省新增本土新型冠状病毒肺炎确诊病例2例，均为保定市报告；新增本土无症状感染者66例，其中邯郸市48例、唐山市8例、廊坊市5例、保定市4例、沧州市1例（外省协查人员）。
4月2日，河北省新增本土新型冠状病毒肺炎确诊病例1例，为邯郸市报告；新增本土无症状感染者35例，其中邯郸市22例、保定市13例。
4月3日，河北省新增本土新型冠状病毒肺炎确诊病例3例，为邯郸市报告；新增本土无症状感染者108例，其中邯郸市54例、保定市53例、邢台市1例（系外省来冀人员）。
4月4日，河北省新增本土新型冠状病毒肺炎确诊病例6例，为邯郸市报告（3例为无症状感染者转为确诊病例）；新增本土无症状感染者106例，其中邯郸市65例、保定市39例、石家庄市1例（外省返冀人员）、沧州市1例（外省协查人员）。
4月5日，河北省新增本土新型冠状病毒肺炎确诊病例6例，其中邯郸市5例、雄安新区1例（外省关联病例）；新增本土无症状感染者103例，其中邯郸市78例、保定市21例、石家庄市4例（外地返回人员）。
4月6日，河北省新增本土新型冠状病毒肺炎确诊病例3例，为邯郸市报告；新增本土无症状感染者139例，其中邯郸市78例、保定市59例、石家庄市1例（外省关联病例）、定州市1例（外省关联病例）。
4月7日，河北省新增本土新型冠状病毒肺炎确诊病例1例，为邯郸市报告；新增本土无症状感染者162例，其中保定市90例、邯郸市68例、石家庄市3例（外地返回人员）、邢台市1例。
4月8日，河北省新增本土新型冠状病毒肺炎确诊病例2例，为邯郸市报告；新增本土无症状感染者107例，其中邯郸市65例、保定市42例。
4月9日，河北省新增本土新型冠状病毒肺炎确诊病例3例，其中邯郸市2例、承德市1例（外省返冀人员）；新增本土无症状感染者84例，其中邯郸市52例、保定市31例、定州市1例（外省关联病例）。
4月10日，河北省新增本土无症状感染者100例，其中保定市67例、邯郸市31例、定州市2例（外省来冀人员）。这是河北省本轮疫情以来首次出现确诊病例单日零新增。
4月11日，河北省新增本土无症状感染者44例，其中邯郸市20例、保定市19例、沧州市4例、承德市1例（外省关联病例）。
4月12日，河北省新增本土新型冠状病毒肺炎确诊病例1例，为保定市报告；新增本土无症状感染者37例，其中邯郸市16例、保定市15例、沧州市5例、承德市1例（外省关联病例）。
4月13日，河北省新增本土新型冠状病毒肺炎确诊病例2例，其中邯郸市1例（为无症状感染者转为确诊病例）、雄安新区1例；新增本土无症状感染者30例，其中保定市14例、邯郸市14例、沧州市1例、衡水市1例（外省返冀人员）。
4月14日，河北省新增本土无症状感染者23例，其中邯郸市15例、保定市4例、沧州市4例。
4月15日，河北省新增本土无症状感染者17例，其中邯郸市11例、沧州市5例、石家庄市1例（外省返冀人员）。
4月16日，河北省新增本土无症状感染者5例，均为邯郸市报告。
4月18日，河北省新增本土新型冠状病毒肺炎确诊病例1例（唐山市）；新增本土无症状感染者28例（唐山市）。
4月19日，河北省新增本土新型冠状病毒肺炎确诊病例1例（唐山市）；新增本土无症状感染者61例（唐山市46例、邯郸市8例、邢台市7例）。
4月20日，河北省新增本土新型冠状病毒肺炎确诊病例1例（衡水市）；新增本土无症状感染者93例（唐山市57例、邯郸市18例、衡水市10例、邢台市8例）。
4月21日，河北省新增本土新型冠状病毒肺炎确诊病例1例（秦皇岛市）；新增本土无症状感染者77例（唐山市48例、邯郸市25例、邢台市4例）。
4月22日，河北省新增本土新型冠状病毒肺炎确诊病例4例（秦皇岛市3例、唐山市1例）；新增本土无症状感染者172例（唐山市140例、邯郸市21例、邢台市6例、衡水市5例）。
4月23日，河北省新增本土新型冠状病毒肺炎确诊病例1例（秦皇岛市）；新增本土无症状感染者116例（唐山市89例、邯郸市19例、衡水市5例、邢台市3例）。
4月24日，河北省新增本土无症状感染者74例（唐山市59例、邯郸市9例、邢台市4例、衡水市2例）。
4月25日，河北省新增本土新型冠状病毒肺炎确诊病例2例（唐山市）；新增本土无症状感染者49例（唐山市23例、邢台市11例、衡水市7例、保定市4例、邯郸市4例）。
4月26日，河北省新增本土新型冠状病毒肺炎确诊病例1例（唐山市）；新增本土无症状感染者13例（唐山市6例、邢台市5例、衡水市1例、保定市1例）。
4月27日，河北省新增本土新型冠状病毒肺炎确诊病例2例，为保定市报告；新增本土无症状感染者9例，其中保定市4例、唐山市3例、廊坊市1例（外地通勤人员）、秦皇岛市1例（外省返回人员）。
4月28日，河北省新增本土无症状感染者4例（保定市）。
4月29日，河北省新增本土无症状感染者2例，其中保定市1例、廊坊市1例（外地通勤人员）。

#### 5月
5月1日，河北省新增本土无症状感染者4例，其中沧州市2例（1例为外省返回人员，1例为外省途径沧州高速服务区被拦截的协查人员）、张家口市1例（外省返回人员）、邯郸市1例（外省返回人员）。
5月2日，河北省新增本土无症状感染者5例，其中沧州市3例（均为外省关联病例）、保定市1例（外省返回人员）、邯郸市1例。
5月3日，河北省新增本土无症状感染者28例，其中邢台市26例、张家口市1例（外省关联病例）、沧州市1例（外省关联病例）。
5月4日，河北省新增本土无症状感染者19例（邢台市）。
5月5日，河北省新增本土新型冠状病毒肺炎确诊病例4例，均为定州市报告（外省关联病例）；新增本土无症状感染者7例，其中定州市3例（外省关联病例）、保定市2例、邢台市2例。
5月6日，河北省新增本土无症状感染者3例（保定市1例、邢台市1例、定州市1例）。
5月7日，河北省新增本土新型冠状病毒肺炎确诊病例1例（定州市）；新增本土无症状感染者1例（定州市）。
5月9日，河北省新增本土无症状感染者1例，为秦皇岛市报告（外省返回人员）。
5月10日，河北省新增本土无症状感染者5例（承德市）。
5月11日，河北省新增本土无症状感染者10例，其中承德市8例、邯郸市2例（外省返回人员）。
5月12日，河北省新增本土无症状感染者5例（承德市，均在集中隔离点筛查发现）。
5月13日，河北省新增本土无症状感染者2例（承德市，均在集中隔离点筛查发现）。
5月14日，河北省新增本土新型冠状病毒肺炎确诊病例1例（唐山市）；新增本土无症状感染者8例（唐山市）。
5月15日，河北省新增本土无症状感染者4例（唐山市，均在集中隔离点筛查发现）。
5月16日，河北省新增本土无症状感染者2例（唐山市，均在集中隔离点筛查发现）。
5月27日，河北省新增本土无症状感染者3例（廊坊市）。
5月28日，河北省新增本土无症状感染者13例（廊坊市10例、邯郸市3例）。
5月29日，河北省新增本土无症状感染者19例（廊坊市17例、邯郸市2例）。
5月30日，河北省新增本土无症状感染者15例（廊坊市）。
5月31日，河北省新增本土新型冠状病毒肺炎确诊病例1例（廊坊市，在集中隔离点筛查发现）；新增本土无症状感染者8例（廊坊市，在集中隔离点筛查发现）。

#### 6月
6月1日，河北省新增本土无症状感染者3例，其中廊坊市2例（在集中隔离点筛查发现）、唐山市1例（系外省途经唐山高速服务区的协查人员）。
6月2日，河北省新增本土无症状感染者4例（廊坊市，在集中隔离点筛查发现）。
6月11日，河北省新增本土无症状感染者1例（廊坊市，系外省确诊病例的密接人员，在集中隔离点筛查发现）。
6月14日，河北省新增本土无症状感染者2例（廊坊市，系外省关联病例，在集中隔离点筛查发现）。
6月15日，河北省新增本土新型冠状病毒肺炎确诊病例2例（廊坊市，系外省关联病例，在集中隔离点筛查发现）。
6月16日，河北省新增本土无症状感染者1例（廊坊市，系外省关联病例，在集中隔离点筛查发现）。
6月17日，河北省新增本土无症状感染者2例（廊坊市，系外省关联病例，在集中隔离点筛查发现）。

#### 8月
8月2日，河北省新增无症状感染者1例（石家庄市，系外省返回人员）。
8月3日，河北省新增无症状感染者1例（石家庄市，系外省关联病例，在集中隔离点筛查发现）。
8月4日，河北省新增无症状感染者2例（石家庄市，在集中隔离点筛查发现）。
8月5日，河北省新增无症状感染者8例（石家庄市）。
8月6日，河北省新增无症状感染者5例（石家庄市）。
8月7日，河北省新增新型冠状病毒肺炎确诊病例2例（石家庄市）；新增无症状感染者13例（石家庄市）。
8月8日，河北省新增无症状感染者1例（石家庄新乐市）。
8月9日，河北省新增无症状感染者3例（石家庄新乐市）。
8月10日，河北省新增无症状感染者2例（石家庄新乐市，在集中隔离点筛查发现）。
8月13日，河北省新增无症状感染者3例（张家口市怀来县，均系外省来冀人员）。
8月14日，河北省新增无症状感染者4例（张家口市怀来县，均在集中隔离点筛查发现）。
8月15日，河北省新增无症状感染者1例（张家口市桥东区，在集中隔离点筛查发现）。
8月17日，河北省新增无症状感染者6例，其中张家口市怀来县4例、沧州市献县2例（外省返回人员）。
8月18日，河北省新增无症状感染者11例，均为8月17日经停河北省的Z22次列车乘客，其中沧州市6例（献县4例、河间市2例）、石家庄市3例（桥西区2例、晋州市1例）、衡水市1例（深州市）、邯郸市1例（肥乡区）。
8月19日，河北省新增无症状感染者5例，其中石家庄晋州市1例、沧州市献县1例、张家口市怀来县1例，均为集中隔离观察人员；廊坊市经济技术开发区2例，均为外省区自驾游返冀人员。
8月20日，河北省新增无症状感染者4例，其中石家庄市2例（桥西区1例、正定县1例），为外省来冀返冀乘客，在集中隔离点筛查发现；张家口市2例（怀来县），在集中隔离点筛查发现。
8月21日，河北省新增无症状感染者6例，其中石家庄市正定县1例、唐山市路北区1例、邢台市沙河市2例，均为外省来冀返冀乘客，在隔离观察中发现；雄安新区2例，为外省途经高速服务区被拦截的协查人员。
8月23日，河北省新增无症状感染者10例，其中保定市涿州市8例（外省来冀人员及其关联人员）、邯郸市邯山区2例（外省来冀人员）。
8月24日，河北省新增新型冠状病毒肺炎确诊病例1例（邢台市沙河市，系8月21日诊断的无症状感染者转确诊病例）；新增无症状感染者2例（保定市涞水县，系省外返冀人员及其关联人员）。
8月25日，河北省新增无症状感染者12例，其中石家庄市10例（桥西区8例、鹿泉区1例、平山县1例），邢台市2例（南宫市1例、新河县1例，均系外省途经邢台被拦截的协查人员）。
8月26日，河北省新增无症状感染者15例，其中石家庄市12例（桥西区），廊坊市2例（香河县1例、永清县1例，为外省来冀返冀人员），承德市1例（双桥区）。
8月27日，河北省新增无症状感染者29例，其中石家庄市25例（桥西区22例、裕华区1例、鹿泉区1例、栾城区1例），承德市4例（双桥区2例、高新区2例）。
8月28日，河北省新增新型冠状病毒肺炎确诊病例3例（石家庄市桥西区）；新增无症状感染者42例，其中石家庄市26例（桥西区19例、裕华区6例、鹿泉区1例），承德市16例（双桥区14例、高新区2例）。
8月29日，河北省新增新型冠状病毒肺炎确诊病例2例（石家庄市桥西区）；新增无症状感染者33例，其中石家庄市21例（桥西区），承德市12例（双桥区8例、高新区4例）。
8月30日，河北省新增新型冠状病毒肺炎确诊病例1例（石家庄市桥西区）；新增无症状感染者37例，其中石家庄市30例（桥西区21例、新乐市6例、新华区2例、栾城区1例），承德市7例（双桥区5例、高新区2例）。
8月31日，河北省新增无症状感染者45例，其中石家庄市35例（桥西区21例、新华区6例、新乐市5例、裕华区2例、鹿泉区1例），承德市5例（双桥区4例、高新区1例），衡水市5例（枣强县）。

#### 9月
9月1日，河北省新增新型冠状病毒肺炎确诊病例4例（石家庄市桥西区3例、新乐市1例）；新增无症状感染者32例，其中石家庄市27例（桥西区19例、新华区4例、新乐市2例、裕华区1例、长安区1例），承德市4例（双桥区），衡水市1例（枣强县）。
9月2日，河北省新增新型冠状病毒肺炎确诊病例2例（石家庄市桥西区1例、新乐市1例，均在集中隔离点筛查发现）；新增无症状感染者21例，其中石家庄市19例（桥西区17例、新华区1例、裕华区1例，均在集中隔离点筛查发现），承德市2例（双桥区，在集中隔离点筛查发现）。
9月3日，河北省新增新型冠状病毒肺炎确诊病例2例（石家庄市桥西区，均在集中隔离点筛查发现）；新增无症状感染者15例（石家庄市桥西区13例、新乐市2例，均在集中隔离点筛查发现）。
9月4日，河北省无新增新型冠状病毒肺炎确诊病例；新增无症状感染者13例（石家庄市桥西区12例、新乐市1例，均在集中隔离点筛查发现）。
9月5日，河北省新增新型冠状病毒肺炎确诊病例3例（石家庄市桥西区，均在集中隔离点筛查发现）；新增无症状感染者5例（石家庄市桥西区，均在集中隔离点筛查发现）。
9月11日，河北省新增无症状感染者5例（承德市双滦区）。
9月12日，河北省新增无症状感染者3例（承德市双滦区，均在集中隔离点筛查发现）。
9月13日，河北省新增无症状感染者16例，其中石家庄市12例（裕华区），承德市1例（双滦区，在集中隔离点筛查发现），廊坊市1例（三河市，为外省协查密接人员，在集中隔离点筛查发现），保定市2例（莲池区1例、清苑区1例，为外省来冀返冀人员）。
9月14日，河北省新增无症状感染者2例，其中石家庄市1例（裕华区），承德市1例（高新区）。
9月15日，河北省新增无症状感染者5例，其中保定市3例（涿州市），石家庄市2例（裕华区1例、栾城区1例）。
9月16日，河北省新增无症状感染者2例，其中石家庄市1例（裕华区，在集中隔离点筛查发现），承德市1例（高新区，在集中隔离点筛查发现）。
9月18日，河北省新增无症状感染者5例（唐山市丰润区）。
9月19日，河北省新增无症状感染者3例（唐山市丰润区，在集中隔离点筛查发现）。
9月20日，河北省新增无症状感染者1例（石家庄市元氏县，为外省协查密接人员，在集中隔离点筛查发现）。
9月21日，河北省新增无症状感染者2例（石家庄市裕华区）。
9月22日，河北省新增无症状感染者7例，其中石家庄市6例（裕华区4例、元氏县2例），辛集市1例。
9月23日，河北省新增无症状感染者4例（石家庄市裕华区）。
9月24日，河北省新增无症状感染者5例，其中石家庄市3例（裕华区）、辛集市2例。
9月25日，河北省新增无症状感染者1例（石家庄市裕华区，系外省返冀人员）。
9月26日，河北省新增无症状感染者3例，其中保定市2例（涞水县1例，系外省返冀人员；涿州市1例，系在高速服务区拦截的外省协查人员），廊坊市1例（安次区，系外省来冀人员）。
9月28日，河北省新增无症状感染者1例（石家庄市深泽县，系外省返冀人员）。
9月29日，河北省新增新型冠状病毒肺炎确诊病例2例（保定市莲池区）；新增无症状感染者9例，其中保定市7例（莲池区）；张家口市2例（涿鹿县，均为在高速服务区拦截的外省协查人员）。
9月30日，河北省新增无症状感染者3例，其中保定市2例（清苑区1例，系在高速拦截的外省协查人员；莲池区1例），唐山市1例（玉田县，系外省返冀人员）。

#### 10月
10月1日，河北省新增无症状感染者9例，其中保定市7例（莲池区5例；蠡县1例，系外省来冀人员；清苑区1例，系外省来冀人员）、石家庄市1例（赵县，系外省返冀人员）、张家口市1例（桥东区，系外省来冀人员）。
10月2日，河北省新增无症状感染者1例（保定市涿州市，系在高速拦截的外省协查人员）。
10月3日，河北省新增新型冠状病毒肺炎确诊病例1例（廊坊市三河市，系外省返冀人员）；新增无症状感染者6例，其中张家口市2例（桥东区1例，系集中隔离人员；宣化区1例，系外省来冀人员）、秦皇岛市2例（抚宁区，系外省协查密接）、廊坊市1例（香河县，系闭环管理重点人员）、沧州市1例（海兴县，系外省返冀人员）。
10月4日，河北省新增新型冠状病毒肺炎确诊病例1例（廊坊市香河县，系无症状感染者转为确诊病例）；新增无症状感染者12例，其中石家庄市3例（正定县2例、赵县1例，均系外省来冀返冀人员）、保定市3例（清苑区1例、高碑店市1例、定兴县1例，均系外省来冀返冀人员）、秦皇岛市3例（抚宁区，系集中隔离人员）、廊坊市2例（香河县，系集中隔离人员）、雄安新区1例（安新县，系外省返冀人员）。
10月5日，河北省新增无症状感染者2例（张家口市经开区）。
10月6日，河北省新增新型冠状病毒肺炎确诊病例1例（辛集市，系外省返冀人员）；新增无症状感染者15例，其中廊坊市6例（香河县4例，系集中隔离人员；大厂回族自治县2例，系外省返冀人员），张家口市4例（经开区3例、宣化区1例），邯郸市2例（邯山区1例、成安县1例，均系外省返冀人员），唐山市1例（滦南县，系外省返冀人员），沧州市1例（沧县，系外省来冀人员），定州市1例（系外省返冀人员）。
10月7日，河北省新增无症状感染者14例，其中张家口市6例（经开区4例、宣化区1例、桥西区1例）、秦皇岛市3例（海港区）、廊坊市3例（香河县1例；安次区1例，系外省返冀人员；大城县1例，系外省来冀人员）、承德市1例（双桥区，系外省返冀人员）、衡水市1例（桃城区，系外省返冀人员）。
10月8日，河北省新增无症状感染者12例，其中秦皇岛市6例（海港区3例、抚宁区3例）、张家口市3例（经开区2例、桥西区1例）、石家庄市1例（无极县）、衡水市1例（景县）、邯郸市1例（磁县）。
10月9日，河北省新增无症状感染者20例，其中张家口市8例（经开区6例、宣化区2例）、邯郸市5例（磁县4例、邯山区1例）、廊坊市4例（三河市2例、香河县2例）、秦皇岛市2例（海港区）、石家庄市1例（赵县）。
10月10日，河北省新增无症状感染者18例，其中张家口市6例（经开区3例、宣化区3例）、廊坊市3例（三河市）、邯郸市3例（磁县2例、丛台区1例）、秦皇岛市3例（海港区）、沧州市2例（河间市，系外省返冀人员）、邢台市1例（宁晋县，系外省返冀人员）。
10月11日，河北省新增新型冠状病毒肺炎确诊病例1例（邢台市南和区，系外省来冀协查人员）；新增无症状感染者15例，其中廊坊市6例（三河市5例、香河县1例）、张家口市3例（桥西区2例、经开区1例）、邯郸市3例（磁县2例、峰峰矿区1例）、秦皇岛市2例（海港区1例、抚宁区1例）、定州市1例。
10月12日，河北省新增无症状感染者18例，其中张家口市6例（赤城县2例、桥东区1例、桥西区1例、经开区1例、宣化区1例）、秦皇岛市4例（海港区）、廊坊市4例（三河市3例；永清县1例，系外省返冀人员）、邢台市3例（临西县2例、清河县1例，均系外省来冀返冀人员）、邯郸市1例（曲周县，系外省返冀人员）。
10月13日，河北省新增无症状感染者4例（秦皇岛市海港区）。
10月14日，河北省新增无症状感染者7例，其中衡水市2例（高新区）、秦皇岛市2例（海港区1例、昌黎县1例）、石家庄市1例（裕华区）、张家口市1例（涿鹿县，系外省来冀人员）、廊坊市1例（永清县，系外省来冀人员）。
10月15日，河北省新增无症状感染者3例，其中石家庄市2例（裕华区）、保定市1例（白沟新城）。
10月16日，河北省新增无症状感染者12例，其中保定市5例（白沟新城4例、安国市1例）、秦皇岛市3例（海港区）、石家庄市2例（裕华区）、廊坊市1例（永清县）、张家口市1例（涿鹿县，系外省来冀人员）。
10月17日，河北省新增无症状感染者13例，其中秦皇岛市9例（海港区）、石家庄市1例（裕华区）、保定市1例（白沟新城），均在集中隔离点筛查发现；张家口市2例（万全区），系外省来冀人员。
10月18日，河北省新增无症状感染者8例，其中张家口市3例（宣化区1例、万全区1例、怀安县1例）、雄安新区2例（容城县）、石家庄市1例（裕华区），均在集中隔离点筛查发现；廊坊市2例（霸州市1例、永清县1例），均系外省来冀人员。
10月19日，河北省新增无症状感染者18例，其中雄安新区10例（安新县）、张家口市4例（宣化区）、秦皇岛市4例（海港区3例、经开区1例）。
10月20日，河北省新增无症状感染者11例，其中雄安新区7例（安新县）、保定市2例（安国市1例、白沟新城1例）、张家口市2例（涿鹿县）。
10月21日，河北省新增无症状感染者10例，其中保定市5例（曲阳县2例、安国市2例、竞秀区1例）、雄安新区2例（安新县）、沧州市1例（任丘市）、邢台市1例（巨鹿县）、廊坊市1例（文安县，系外省来冀人员）。
10月22日，河北省新增无症状感染者5例，其中雄安新区3例（安新县2例、容城县1例）、张家口市2例（宣化区1例、赤城县1例）。
10月23日，河北省新增无症状感染者5例，其中唐山市2例（遵化市）、雄安新区2例（安新县）、保定市1例（安国市）。
10月24日，河北省新增无症状感染者5例，其中保定市2例（涿州市1例、高碑店市1例）、邯郸市2例（馆陶县）、雄安新区1例（安新县）。
10月25日，河北省新增无症状感染者7例，其中张家口市2例（桥西区1例、经开区1例）、保定市2例（高碑店市）、沧州市1例（肃宁县，系外省来冀人员）、邢台市1例（隆尧县）、雄安新区1例（安新县）。
10月26日，河北省新增无症状感染者7例，其中石家庄市2例（长安区）、保定市1例（定兴县）、张家口市1例（经开区）、邢台市1例（开发区）、邯郸市1例（丛台区）、秦皇岛市1例（海港区，系外省来冀人员）。
10月27日，河北省新增新型冠状病毒肺炎确诊病例1例（秦皇岛市海港区）；新增无症状感染者20例，其中保定市4例（高碑店市2例、涞水县2例）、张家口市3例（万全区1例、蔚县1例、涿鹿县1例）、唐山市3例（遵化市）、石家庄市2例（长安区）、沧州市2例（高新区）、邢台市2例（开发区）、承德市1例（高新区）、廊坊市1例（广阳区）、邯郸市1例（馆陶县）、秦皇岛市1例（海港区）。当日，沧州市高新区明珠商贸城划定为高风险区，多地报告了相关病例。
10月28日，河北省新增无症状感染者38例，其中廊坊市13例（大城县8例、文安县3例、霸州市2例）、沧州市12例（高新区9例、运河区2例、新华区1例）、唐山市5例（遵化市）、承德市3例（双桥区2例、丰宁县1例）、邢台市3例（南宫市）、石家庄市2例（长安区1例、鹿泉区1例）。
10月29日，河北省新增无症状感染者34例，其中廊坊市10例（安次区5例、霸州市3例、香河县1例、文安县1例）、沧州市9例（运河区4例、高新区4例、南皮县1例）、邯郸市6例（丛台区3例、邯山区3例）、承德市4例（滦平县2例、兴隆县1例、宽城县1例）、保定市3例（定兴县2例、满城区1例）、衡水市2例（桃城区1例、高新区1例）。
10月30日，河北省新增新型冠状病毒肺炎确诊病例1例（石家庄市栾城区）；新增无症状感染者60例，其中沧州市19例（高新区10例、运河区5例、青县2例、新华区1例、开发区1例）、廊坊市13例（大城县9例、安次区1例、霸州市1例、三河市1例、固安县1例）、秦皇岛市7例（海港区）、张家口市5例（宣化区3例、万全区1例、沽源县1例）、保定市3例（高碑店市）、衡水市3例（冀州区2例、饶阳县1例）、邢台市3例（襄都区2例、信都区1例）、邯郸市3例（丛台区2例、邯山区1例）、唐山市2例（遵化市）、石家庄市1例（栾城区）、承德市1例（兴隆县）。

## 相关措施和记录

### 2020年
1月24日，河北省启动重大突发公共卫生事件一级响应。
1月26日，河北下发紧急通知：全省社会组织取消公众聚集性活动。
同日，河北全省部分公务人员提前结束春节假期返回工作岗位。
1月28日起，河北省部分市县暂停公交运营。
1月30日，河北针对疫情提供免费在线心理咨询服务。
3月13日，唐山市新冠肺炎疫情防控指導小組辦公室發布公告稱，從境外返回唐山的民眾需即時向社區辦、酒店等申報健康登記、接觸史和旅遊史，配合防控措施，進行居家或集中隔離觀察等。若相關人員被發現故意謊報病情或拒不執行疫情防控措施，引起傳播病毒的風險，將會追究其法律責任；若相關人士隱瞞旅遊史後確診，將需自付醫療費用。唐山市同时推行有獎舉報制度，民眾若發現違規人員，可向有關部門舉報，若查證屬實將可獲3000元人民幣獎勵。
4月30日起，河北省将全省突发公共卫生事件应急响应级别由一级调整为二级。6月6日起再次下调至三级。
6月15日，因2020年北京新发地农产品批发市场冠状病毒病聚集性疫情，河北保定市进入战时状态启动战时机制。
6月24日，张家口市察北管理区一名47岁男子因刻意隐瞒北京新发地旅行史，拒不配合张家口疫情防控部门调查，给张家口市疫情防控部门的工作造成严重影响，张家口市警方已对其依法采取行政拘留措施。
6月27日，雄安新区安新县应对新冠肺炎疫情工作领导小组办公室发布公告，决定自即日起，对县内各村、小区、楼院实行全封闭管理，所有非本村（小区、楼院）的外来人员、车辆一律不准进入；居民无特殊情况，尽量减少外出，每户家庭每天可指派一名家庭成员凭出入证出门采购生活物资一次，并进行出入登记和体温检测。

### 2021年

#### 1月
1月3日，在石家庄市发现新的病例后，石家庄市应对新冠肺炎疫情工作会议上宣布，石家庄市进入战时状态，涉及人员集聚的大型活动全部停止，婚丧嫁娶全面从简。
1月4日，石家庄市藁城区增村镇小果庄村、石家庄市藁城区增村镇刘家佐村、邢台市南宫市天地名城小区、邢台市南宫市天一合院小区调整为中风险地区。
1月5日，石家庄市藁城区增村镇小果庄村调整为高风险地区，邢台市南宫市凤岗街道办事处调整为中风险地区。邢台市进入战时状态。当日晚上，全河北省进入战时状态。石家莊開始對所有社区、农村实行闭环管控。当日起，河北大学全体师生放假，学生将在未来两天内陆续离开学校，预计2月27日开学。中国疾控中心副主任冯子健在央视《新闻1+1》栏目中表示，此次河北省疫情仍然是境外输入所致，很可能是欧洲输入病毒。就目前而言，石家庄病毒传播与邢台南宫高度同源，南宫市的病例与石家庄有流行病学联系，可能是一起病毒传播所致。中国疾控中心专家组和国家卫健委高级别专家组已抵达石家庄和邢台就疫情有关情况进行调查。
1月6日，石家庄全市和邢台市范圍內將全面啟動全員核酸檢測，石家庄全市各走读学校（幼儿园）全体师生自当日起暂不返校；全寄宿学校自当日起实行全封闭管理；半寄宿制学校自当日起，走读学生暂不返校，寄宿学生实行全封闭管理。石家庄客运总站因疫情暂时停运，此外河北境内多条高速出入口关闭，禁止车辆上路。自当日起，所有离开石家庄的人员必须出示72小时内有效核酸阴性证明。此外，1月6日至1月8日24时，为配合疫情防控工作，石家庄、邯郸各地区前往北京的车次限制进京，车票暂停发售，之后石家庄站暂停所有车次的售票，劝返进站准备外出人员。石家庄市藁城区全域调整为高风险地区。当日晚上，邢台市公布1月3日确诊的3例病例的病毒进行基因序列检测，结果显示病毒传播与欧洲输入病毒高度同源。今日石家庄市全员核酸检测中，发现7例阳性样本。当日起，石家庄市决定全市范围内停止举办大型聚集性群众文化旅游活动。当日，中国疾病预防控制中心出版的英文周报刊发的中疾控与河北省疾控中心撰写的文章称，中疾控1月2日对石家庄确诊病例（A）和邢台确诊病例（B）的样本进行基因组测序，结果显示，该毒株与中国既往已报道的输入性病例以及国内由输入导致的本土聚集性疫情的病毒的基因组不存在关联性，说明不是近期国内各地本土疫情导致的继发性传播，导致这起疫情的病毒溯源工作正在开展之中。两份样本高度相似，均属于L基因型欧洲家系分支I/B.1.1.123分支基因位点的突变特征，提示2个城市首例病例的病毒感染来源属于同一传播来源和同一传播链，且不含有南非新型毒株以及英国新型毒株的氨基酸关键性变异位点，而两份样本可能起源于俄罗斯毒株。
1月7日，石家庄市纪委监委对3名因在疫情期间防控不力的官员给予警告处分。同日晚，石家庄市副市长孟祥红宣佈石家庄全市人员、车辆不得离市，藁城区人员、车辆不得出区，但对于因保障疫情防控、城市运行、生产生活、防疫物资运输等原因必须进出石家庄市市域的车辆，按照市防疫指挥部有关规定发放通行证，凭证进出。河北省（石家庄市除外）非通勤人员确须进京的须持抵京前72小时以内核酸检测阴性证明，并严格遵守首都疫情防控政策规定；河北环京地区通勤人员，凭环京地区居住证明、在京工作证明、14日内核酸检测阴性证明可以正常通勤（近期首次通勤的须72小时内核酸检测阴性证明）。石家莊副市長孟祥红在疫情記者會上通報，在全市全員核酸檢測中，截至当日12時累計核酸採樣6109685人，檢測2416695人，新增陽性11宗。
1月8日，国务院总理李克强主持召开国务院常务会议，指示坚决遏制疫情扩散。同日，将邢台市南宫市鸿兴小区、文景名苑小区、在水一方、凤岗街道办事处十里铺居委会和大高村镇石家庄村调整为中风险地区。石家庄新乐市天悦花苑、计生宿舍、瑞达玫瑰园小区、坚固村、芦新村，新华区都市阳光小区、丽都河畔小区，桥西区平安小区，行唐县滨河小区调整为中风险地区。当日，河北省召开疫情防控首场新闻发布会。发布会介绍，截至1月7日24时，石家庄市全员核酸检测检出阳性样本289例，邢台市检出阳性样本15例，两市9日前全部完成核酸检测。河北省疾病预防控制中心主任李琦表示，此次疫情是由境外输入病毒引起，具体源头国家省市专家还在深入排查中。河北省副省長徐建培表示，石家莊、邢台兩市人員非必要不出市，並加強交通管控，石家莊、邢台長途道路客運車輛暫停營運。石家庄市和邢台市宣布全市居民居家7天。
1月9日，石家庄地铁、公交及出租车自9时40分起，各线路停止运营，并于当日起暂停执行机动车尾号限行措施。邢台市1月9日11时起至15日，公交线路全部停止运营。12时起，邢台市区所有出租车全部停止营运。当日，石家庄市代市长马宇骏在河北省新冠肺炎疫情防控工作新闻发布会上表示，石家庄市全员核酸检测全部结束。此次全员检测检测对象为10251875人，累计检测出阳性人员354人。邢台市也公布全员核酸检测结果。截至1月7日，南宫市采样工作全部结束，共计采样362958人，并全部完成检测，全员核酸累计采集和检测率100%，其中检出阳性15例（9例确诊病例，6例无症状感染者）；邢台其他县（市、区）共采集核酸检测样本6381497人，常住人口采集和检测率100%，检测结果均为阴性。
1月10日，石家庄裕华区天海誉天下小区、桥西区白金公寓、华润万象城，鹿泉区观峰嘉邸小区调整为中风险地区。当日下午，河北省疫情防控工作新闻发布会表示，截止1月9日24时石家庄、邢台第一轮全员核酸检测已结束，筛查出364例检测阳性。石家庄市藁城区发现病例占人数的87%，其他地方均与藁城区有关联。邢台市所有检出阳性均在南宫市。石家庄市将启动第二轮核酸检测。河北省疾控中心應急辦主任師鑑在发布会上表示，經基因比對，已排除此次疫情與內地之前疫情的相關性，推斷此次疫情的病毒來自境外。初步估計零號病例早於2020年12月15日。石家庄新乐市人大宿舍、药材公司宿舍、张家庄村，高新区赵村新区小区、主语城小区，无极县东北远村、西郝庄村调整为中风险地区。
1月11日，邢台南宫市青年街清旺胡同、凤岗街道东胡居委会北小街调整为中风险地区。國家衛健委從廣東、江蘇、浙江、湖南及江西抽調過百名專業人員組成医疗队支援河北抗疫，于1月10日及11日陸續抵達。武漢大學中南醫院10日晚上派出一輛價值500萬元人民的整體車載移動CT赴河北，武漢大學人民醫院（湖北省人民醫院）也緊急組建起22人的「湖北省援冀重症醫療隊」到河北候命。石家庄新乐市宝港上城小区、承安铺村、里辉村、南双晶村、牛家庄村，裕华区晶彩苑小区、众美廊桥四季A区、东方明珠小区，正定县孔村调整为中风险地区。河北省第十三届人大常委会第77次主任会议决定，原定于2021年1月25日召开的河北省第十三届人民代表大会第四次会议推迟。
1月12日，廊坊固安县英国宫5期调整为中风险地区。邢台市（南宫以外地区）全市启动第二轮全员核酸检测。下午，河北省召开新冠肺炎疫情防控新闻发布会，为防止疫情输出，对石家庄市、邢台市、廊坊市全域实行封闭管理，人员、车辆非必要不外出。廊坊市全市范围内免费为全体市民做核酸检测，并实施为期七天的居家观察。固安县暂停全县客货运服务。石家庄新乐市全域、正定县空港花园小区调整为中风险地区。藁城区小果庄村最后一批村民被转移至其他集中隔离点，防疫人员开始对小果庄等重点地区进行集中消毒。
1月13日，石家庄市在正定县诸福屯街道固营村建设集中隔离点，主要用于隔离密切接触者和次密切接触者。
1月14日，下午，河北省召开第五场疫情防控新闻发布会，通报1月13日死亡病例情况。
1月15日，石家庄正定县冯家庄村、东平乐村，长安区博雅盛世小区E区、国赫红珊湾小区，高新区太行嘉苑小区，裕华区卓东小区、新华苑小区，鹿泉区银山花园新区小区，新华区尚金苑小区调整为中风险地区。在当天举行的石家庄市新冠肺炎疫情防控工作第11场新闻发布会上，石家庄市医学会重症医学专业委员会主任委员王生池表示，曾经参与武汉冠状病毒病医疗救治的“重症八仙”已经有5位来到石家庄，指导参与患者的医疗救治。石家庄第二轮全员核酸检测发现阳性病例247例。
1月16日，石家庄市继续居家防疫到1月19日24时。邢台市除南宫市外，邢台市其他县（市、区）有序恢复正常生产生活秩序。南宫市自当晚起实行严厉封控，所有社区、小区、家属院及居村人员禁止流动，所有居民居家隔离，严禁出户。当天下午召开的河北省新冠肺炎疫情防控工作新闻发布会上，河北省疾控中心应急办主任师鉴说，此次疫情病例分布呈现局部高度聚集性，感染者主要来自农村地区。引发本次疫情的病毒则由境外输入。
1月17日，石家庄新乐市长寿街道调整为高风险地区，石家庄长安区简筑家园小区、保利花园B区，高新区同祥城小区C区、和合美家小区，裕华区十二化建小区16、17号楼、河北城建学校家属院，栾城区卓达太阳城希望之洲小区，平山县防疫站小区，邢台隆尧县烟草家园（烟草公司家属院）调整为中风险地区。邢台市恢复市区公交线路运营。
1月18日，河北省长许勤要求开展核酸检测结果进行复核。石家庄新乐市全域、邢台南宫市全域调整为高风险地区。国务院应对新型冠状病毒肺炎疫情联防联控机制综合组通报，石家庄市藁城人民医院、新乐市中医院均发生了医务人员、住院患者以及陪护、护工等确诊新冠肺炎的情况。
1月19日，承担邢台市隆尧县第二轮全员核酸检测的济南华曦医学检验有限公司已被暂停检测业务，相关业务员翟某某已被警方以涉嫌以危险方法危害公共安全罪刑事拘留。自1月18日起隆尧县开展的第三轮全员核酸检测，则由公立医疗机构承担检测工作。石家庄长安区前进村、普和小区南院、建明小区，裕华区海天阳光园小区，赵县任庄村调整为中风险地区。
1月20日，石家庄市藁城区二届人大常委会同意袁丽华辞去藁城区区长职务，决定任命原迁西县委副书记、县长王锦山为藁城区政府副区长、代理区长。
1月21日，石家庄市长安区保利花园D区、河北省胸科医院公寓北区调整为中风险地区。藁城区政府官网显示，原河北省纪委监委第六监督检查室主任刘志军已出任中共石家庄市委常委、藁城区委书记，张聚华不再担任藁城区委书记职务。
1月22日，石家庄市新华区都市阳光小区、丽都河畔小区、行唐县滨河小区调整为低风险地区，这是本轮疫情以来河北省首次下调有关地区风险等级。当日0时起，藁城区域范围内除特殊车辆外，其余机动车禁止上道路行驶。
1月23日凌晨，石家庄市疫情防控指挥部发布消息，自当日起，对石家庄市和各县（市、区）实行分区分级管控：石家庄市继续实行严格管控，车辆按现行办法管理，严格控制人员跨市域流动，有效防止疫情扩散；藁城区、新乐市为高风险区域，执行现行管控措施；正定县、裕华区、高新区、长安区按照高风险区管理，执行现行管控措施；桥西区、无极县、新华区、鹿泉区、栾城区、平山县、赵县为中风险区，有病例的社区、村庄等，参照高风险区管理，继续严格实施居家防控，其他无病例社区、村庄等人员居家防控，原则上不出社区、村庄等相关区域，不扎堆不聚集；晋州市、灵寿县、井陉县、元氏县、赞皇县、高邑县、深泽县、行唐县、井陉矿区、循环化工园区为低风险区，有序恢复正常生产生活，有效管控人员流动和聚集，原则上不跨县（市、区）流动，严防交叉感染。
1月24日，石家庄桥西区白金公寓、华润万象城，鹿泉区观峰嘉邸小区调整为低风险地区。石家庄正定国际机场货运航线开始有序恢复。
1月25日，石家庄平山县访驾庄村调整为中风险地区，石家庄桥西区平安小区，裕华区天海誉天下小区，高新区主语城小区，无极县东北远村、西郝庄村调整为低风险地区。
1月26日，石家庄裕华区众美廊桥四季A区、正定县孔村、空港花园小区调整为低风险地区。
1月27日，石家庄裕华区新华苑小区，长安区国赫红珊湾小区、保利花园B区、博雅盛世小区E区，高新区太行嘉苑小区，新华区尚金苑小区，鹿泉区银山花园新区小区调整为低风险地区，定州市西城区街道庞白土新民居北区调整为中风险地区。固安县实施差异化防控策略：除病例居住小区和村庄，其他区域解除封闭管控，有序恢复正常生产生活秩序。
1月28日召开的河北省新冠肺炎疫情防控工作第9场新闻发布会宣布，石家庄市自1月29日起实施区域管控、控制车辆和人员跨市域流动，有效防止疫情扩散；藁城区、新乐市为高风险区域，执行现行管控措施；正定县、裕华区、高新区、长安区、无极县、新华区、平山县、赵县精准划定防控单元，其中，过去14天有新增本土病例的社区、村庄按照高风险区管理，继续严格执行居家防控，其他无病例社区村庄有序恢复正常生产生活，在严格落实个人防控措施前提下，人员凭证扫码测温出入，不扎堆不聚集，除主城区，原则上在本行政区内行动，严防交叉感染；晋州市、灵寿县、井陉县、元氏县、赞皇县、高邑县、深泽县、井陉矿区、循环化工园区、行唐县、鹿泉区、桥西区、栾城区为低风险区，实行常态化疫情防控，全面恢复正常生产生活秩序，防止疫情反弹。石家庄长安区简筑家园小区、普和小区南院、前进村、建明小区、保利花园D区，裕华区晶彩苑小区、卓东小区、东方明珠小区、海天阳光园小区，高新区赵村新村小区、和合美家小区调整为低风险地区。
1月29日，石家庄裕华区十二化建小区16、17号楼，栾城区卓达太阳城希望之洲小区调整为低风险地区。石家庄市自当日起有序恢复公交车、出租车运营，低风险区域的县域内客运班线、县际客运班线一周内有序恢复运营。
1月30日，石家庄裕华区河北城建学校家属院，平山县防疫站小区调整为低风险地区。
1月31日，石家庄正定县东平乐村、廊坊固安县英国宫5期调整为低风险地区。至此，廊坊市中高风险地区全部清零。

#### 2月
2月1日，石家庄市藁城区副区长孟翠珍及卫健局局长李雪岭被免职，原石家庄市京昆京石高速公路管理服务有限公司副总经理鲁永飞被任命为为石家庄市藁城区副区长，张书清被任命为石家庄市藁城区卫生健康局局长。石家庄新乐市全域调整为中风险地区。
2月2日，石家庄正定县冯家庄村、赵县任庄村调整为低风险地区。
2月3日，邢台南宫市全域调整为中风险地区，石家庄长安区河北省胸科医院公寓北区调整为低风险地区。石家庄市自即日起全面推动复工复产。最先爆发疫情的藁城区小果庄村村民乘坐河北省卫健委的救护车离开集中隔离点，回到家中。
2月4日，邢台隆尧县烟草家园（烟草公司家属院）调整为低风险地区。石家庄市疫情防控指挥部办公室决定：自2月2日起，除藁城、新乐检疫检查站点外，取消石家庄市域范围内所有低风险区在县（市、区）边界自行设置的检查站点。
2月5日起，石家庄市主城区（长安区、新华区、桥西区、裕华区、高新区）内的商业综合体、大型商场等有序恢复正常经营，但内部的影剧院、游戏厅、网吧、歌舞厅、棋牌室、健身房、培训机构以及书店等暂不恢复营业。各类餐饮单位不提供堂食。石家庄市（除藁城区外）57个高速出市口均已开放。石家庄高新区同祥城小区C区调整为低风险地区。至此，石家庄市主城区中高风险地区全部清零。
2月7日，河北省发布消息：自2月8日起，将石家庄藁城区全域调整为中风险地区，其中增村镇、廉州镇、西关镇等重点管控区域按照高风险管理，石家庄新乐市全域、平山县访驾庄村、邢台南宫市全域调整为低风险地区，其中南宫市凤岗街道划定为重点管控区域。至此，河北省高风险地区全部清零。
2月8日19时30分起，石家庄站恢复办理旅客进站客运业务。此外，自2月9日起，北京市对河北省进（返）京低风险地区人员政策调整，核酸检测阴性证明由3日内调整为7日内。
2月9日，定州市西城区庞白土新民居北区调整为低风险地区。至此，河北省仅剩石家庄市藁城区一处中风险地区。
2月16日，石家庄市交管局局长马立新在发布会上宣布，除进出藁城区中风险地区车辆外，通行市域其它地区的车辆，不再办理疫情期间所制通行证。
2月19日起，石家庄地铁全面恢复运营。石家庄市对藁城区廉州镇、西关镇管控策略进行调整，由按照高风险管理，调整为按照中风险管理，有效管控人员流动和聚集，原则上在藁城区域内活动。人员严格落实个人防护，凭证、扫码、测温出入社区、村庄等，不扎堆、不聚集，严防交叉感染。
2月22日起，藁城区全域调整为低风险地区，同时细化管控区域单元，重点人员居家防疫，实施差异化的防控管理，增村镇小果庄村、刘家佐村、南桥寨村3个重点村继续实施封闭管理；新乐市解除区域封闭管理，人员可以跨区域有序流动，全市有序恢复正常的生产生活秩序，落实常态化疫情防控措施，严防疫情的反弹。至此，河北省全域均为低风险地区。石家庄市各级图书馆、文化馆、博物馆、美术馆等公共文化场馆将有序恢复，按照“预约、错峰、限流”的要求，接待游客（观众）数量不超过最大承载量的50%。石家庄客运总站恢复正常运营，进站旅客必须持有身份证，出示健康码、行程码，并佩戴口罩。石家庄有序恢复餐饮堂食经营，暂不接待大型聚餐聚会、婚宴、商务宴会等人员聚集就餐活动，雅间只安排一桌，大厅散客区隔桌安排就餐，就餐人数不超过接待能力的50%。逐步有序恢复省级市级长途客运班线和客运包车。22至25日，分步有序恢复藁城区域内13条公交线路运营。

#### 3月
3月8日起，已封城62天的藁城区解除区域封闭管理，人员可跨区域有序流动，全区有序恢复正常生产生活秩序，落实常态化疫情防控措施，严防疫情反弹。3月10日起，藁城区24条公交车线路恢复运营，但小果庄站始发的522路暂不恢复，511和512路暂不能恢复始发站小果庄运营，暂运行到其他站点后返回。
3月19日，中国疾控中心发布《疫情报告：COVID-19疫情-2021年1月，中国河北省南宫市》，分析了此次疫情局部爆发后的防控情况。该次调查发现，南宫市的所有病例，均与索引南宫新冠肺炎确诊病例A有关，且在传播链中观察到八代感染。经调查证实，A是一名34岁的男性上班族，于2021年1月1日14:00发现温度为38.1℃。15:30开车到南宫市人民医院发烧诊所进行评估和治疗，并通过核酸检测筛查了新冠病毒。1月2日被告知核酸检测呈阳性。1月3日被确诊为有症状的新冠肺炎病例，并进行了单独治疗。A于2020年12月25日去了石家庄市河北儿童医院呼吸科，并在候诊区与有症状的新冠肺炎病例B密切接触。来自石家庄市藁城区的B，患有哮喘，于12月25日发热（最高温度38.5℃）。A和B在彼此相距4.5米的房间里停留了16分钟。在此期间，他们没有说话或触摸相同的物体。患者B取下两次口罩吃了东西，其间患者A取下口罩打了电话。
3月26日，石家庄正定国际机场客运航班开始有序恢复。

#### 7月
7月26日起，增村镇小果庄区域的公交线路（包括511路、512路、522路）时隔半年全面恢复运营。

#### 10月
10月23日，石家庄、保定出现确诊病例和密接、次密接人员的多个社区实行封闭管理，进行核酸检测。截至10月24日19:00点，石家庄市确诊病例李某居住小区、工作单位及密接、次密接者的居住小区和工作单位人员，共采样519108人，核酸检测结果全部为阴性。石家庄多个县（区）防疫办发布通知，停止大规模聚集活动，各餐饮机构不再接待大型宴会，已经预约的尽快取消，红事缓办，白事简办。石家庄市人民政府要求稳定物价，保障供给，严厉打击哄抬物价行为。
10月25日，保定市发布通知，市民非必要不出保、非必要不出境；去往北京、张家口冬奥会举办地的，须持有48小时核酸检测阴性证明，出示绿色健康码和行程码。另外涿州市、涞水县毗邻北京，执行北京出行管控措施：涿州、涞水到北京往来的通勤人员，需持单位证明（工作证），7日内核酸检测阴性证明，绿色健康码、绿色行程码来往两地。
10月31日，出现3例确诊病例和2例无症状感染者的深泽县已对全县域实行临时封控管理，严格管控所有出入口，对县域内所有村庄实行闭环管理，做到逐家逐户管控到位。

#### 11月
11月1日起，石家庄市深泽县大桥头镇河庄村调整为中风险地区。全省其他地区仍为低风险地区。11月1日，河北省文化和旅游厅发出紧急通知，要求即日起暂停旅行社及在线旅游企业经营跨省团队旅游及“机票+酒店”业务（包括出冀游和来冀游），中高风险地区解除后，相关业务自行恢复。
11月2日起，辛集市小辛庄乡小章北宋片区调整为中风险地区。11月2日，石家庄市疾控中心发布消息，基本确定引发该市本轮疫情的病毒是由11月1日公布的的确诊病例1郭某（男，27岁）引入。他曾于9月26日至10月12日期间，在内蒙古自治区阿拉善盟额济纳旗天鹅湖项目部吃住、工作，该工地人员中感染率极高（截至10月27日，该工地25名工人中确诊19人）。经河北省疾控中心对郭某的病毒基因进行测序比对，其感染病毒与西北疫情流行毒株高度同源，属于早期感染病例。10月13日，郭某返回石家庄市裕华区文河小区家中，期间曾前往深泽县。通过对其居所的物品采样核酸检测，结果均为阳性，证明其10月18日前就已携带病毒。他在不同的场合通过近距离接触将病毒传染给了其他人，随后通过被传染者发生了二次传播。10月19日，额济纳旗达来呼布镇调整为中风险地区，石家庄市也发布了相关消息。10月22日，郭某在接到通知后主动向社区居委会报备额济纳旗旅居史，由120负压救护车转运至集中隔离点。10月31日，核酸检测结果呈阳性，由120负压救护车转运至市人民医院传染病院区，诊断为新冠肺炎确诊病例（轻型）。同日起，石家庄市进入应急状态，石家庄市下辖深泽县、晋州市各出入口均已采取全域临时管控措施。
11月3日，出現疫情的深泽县副县长贾光被停职，县卫健局局长贾卫东、大桥头镇党委书记高海霞等人被免职。
11月4日起，深泽县河庄村调整为高风险地区、深泽县西河村调整为中风险地区。
11月5日起，石家庄机场暂停邢台、辛集、沧州、安国、定州及市内商务班线，石家庄各客运站发往周边县市的部分客运班车停运。同日6时起，辛集市全域范围内限制除特殊车辆以外的所有机动车（包括老年代步车）上路行驶。另外辛集市各级各类学校幼儿园全部暂停线下教学，实行线上教学，所有学校全部封闭管理。此前辛集市通报的3例阳性感染者均为小学生。
11月7日，辛集市邮政快递企业暂时停止邮件收寄和投递工作，原计划11月7日举办的石家庄马拉松赛，以及11月举办的石家庄市第三届冰雪运动会、铁人三项等赛事暂停举办。
11月8日起，辛集市小辛庄乡小章北宋片区调整为高风险地区。
11月15日0时起，石家庄市深泽县和晋州市对于除该县（市）封控区、管控区外的区域，在严格落实常态化疫情防控措施的基础上，解除市域封控，恢复正常生产生活秩序。秦皇岛市卢龙县和衡水市枣强县封控区域全部解封。
11月18日起，石家庄市深泽县河庄村和西河村调整为低风险地区，其中河庄村是由高风险直接降为低风险，这是河北省首次“越级”调整风险等级。至此，石家庄市（不含辛集市）全境均为低风险地区。
11月21日，辛集市进行第八轮全员核酸检测后开始有序恢复正常生产生活秩序，恢复除封控区、管控区以外区域的正常人员流动和生产经营活动，但餐饮机构暂不恢复堂食，容易造成人员聚集的商业机构暂不恢复营业，各类学校暂缓开学。辛集市交管部门发布《关于调整疫情防控期间车辆管控的通知》，8个出入市卡口继续执行疫情防控期间通行政策不变，本地货车凭红色通行证通行，外地货车由相关部门办理临时通行证后通行，其他车辆一律劝返。
11月22日起，辛集市小辛庄乡小章北宋片区调整为低风险地区。至此，河北全省均为低风险地区。

### 2022年
2022年1月3日，为配合北京冬奥会、北京冬残奥会安保及防疫工作，1月4日至3月30日，往返张家口市人员需携带48小时内核酸检测阴性证明。同时，崇礼雪场暂停对外开放，太子城站暂停旅客上下车服务，来崇反崇人员需提前一天报备。
1月26日起，安新县端村镇西堤东堤片区调整为中风险地区。三河市暂停所有公交班线运营，此外北京公交进入三河市境内的公交线路受到不同程度影响，采取相应调度措施。
2022年3月4日起，河北省邢台市清河县葛仙庄镇袁宋庄村调整为中风险地区。11日，沧州市运河区天成郡府西区调整为中风险地区。霸州市即日起全体市民原则上居家，配合做好全员核酸检测采样工作。所有中小学校、幼儿园及校外培训机构线下教学培训活动一律停止，实行线上教学。该市集中开展封控区、管控区、重点防范区和重点管控场所的核酸检测，目前已开展2轮检测，结果全部阴性。第3轮核酸检测结果待出。3月13日起，廊坊市公安机关配合交通、卫健等部门，进一步加强人员、车辆外出管控，全市实行“非必要不外出”政策，确需出行的，严查48小时内核酸检测证明；自3月10日6时起，进一步收紧进京查控政策，执行“非必要不进京”政策，对廊坊进京车辆人员原则上予以劝返。通勤人员原则上居家办公，确需进京的，须持用工单位、居住地乡镇（街办处）证明、24小时内核酸检测证明。3月14日，廊坊市安次区葛渔城镇全域调整为高风险地区，廊坊市安次区东沽港镇淘河村、桃园村调整为中风险地区。
3月15日，廊坊市全域严格实行封控管理，严格实行居家隔离。
3月19日，唐山市全面进入应急状态，全市范围内旅游景区、图书馆、文化馆、博物馆、规划馆、城市书房、农家书屋、社区居家养老服务中心、老年人日间照料中心等场所暂时关闭；全市所有校外培训机构一律暂时关停，全部停止所有教学培训活动；相对密闭场所暂时关闭，恢复开放时间视疫情防控形势另行通知；福利机构、养老服务机构、精神卫生机构实行全封闭管理，禁止探视，严格实行闭环管理；所有露天公共广场、公园、体育场等禁止举行群体性聚集活动。
3月23日起，唐山市高新技术开发区盛华世家仓储购物市场调整为高风险地区，唐山市路北区君瑞联合农贸市场调整为中风险地区，邢台市清河县葛仙庄镇袁宋庄村调整为低风险地区。邢台市中高风险地区清零。秦皇岛市各类相对密闭场所暂时关闭，旅游景区、图书馆、文化馆、博物馆、规划馆等场所暂时关闭；全市所有公交线路暂停营运，全部公交卡充值网点暂停营业；全市长途客运暂停营运；全市所有走读中小学师生暂停线下教学，调整为线上教学；幼儿园暂停幼儿入园，各类培训机构和托育机构不得开展线下培训和托育服务；福利机构、养老服务机构、监所、精神卫生机构等禁止探视，严格实行闭环管理；禁止举行群体性聚集活动。
3月29日起，沧州市运河区天成郡府西区调整为低风险地区，沧州市中高风险地区清零。
4月3日起，廊坊市霸州市胜芳镇欧韵城小区调整为高风险地区，廊坊市霸州市杨芬港镇褚西村调整为中风险地区。
4月4日起，邯郸市鸡泽县浮图店镇调整为中风险地区。
4月15日起，唐山市路北区君瑞联合农贸市场、唐山市高新技术开发区盛华世家仓储购物市场调整为低风险地区，唐山市中高风险地区清零。
4月18日起，廊坊市安次区葛渔城镇全域，廊坊市安次区东沽港镇淘河村、桃园村，廊坊市霸州市胜芳镇欧韵城小区、杨芬港镇褚西村调整为低风险地区，河北省高风险地区清零。同日迁安市全域实施严格封控管理。
4月20日起，邢台市南和区史召乡李牌村片区（史召乡果寨村以北、340国道以南、留垒河以西、史召桥村以东合围区域）调整为中风险地区。
4月21日起，邯郸市魏县双井镇野庄村调整为中风险地区。
4月22日，唐山市路北区、路南区、丰润区、丰南区、高新区、开平区、遵化市、玉田县、滦南县、迁西县、芦台经济开发区、汉沽管理区解除封控管理。
4月24日起，唐山市迁安市野鸡坨镇邵家营村调整为中风险地区。
4月25日15时起，保定市的竞秀区、莲池区、高新区、清苑区、满城区、徐水区實行3天封控。
4月27日，因三河市出现1名核酸检测结果异常人员，三河市决定自当日14时起实行静止管理，暂定3天。因北京市要求“14日内有新增本土新冠病毒感染者所在县旅居史人员严格限制进返京”，三河市决定暂时停用通勤证，暂停开展换领和新申领工作。
5月9日起，邢台市南和区史召乡李牌村片区调整为低风险地区。调整后，河北省全域均为低风险地区。
5月12日起，承德市滦平县长山峪镇长山峪村调整为中风险地区。
5月14日起，唐山市路南区天地福农果品市场调整为中风险地区。
5月23日起，石家庄市在全市范围内开展居民每周一次常态化核酸筛查；5月30日起，石家庄全市将在公共场所查验7日内核酸检测阴性证明。
5月28日起，廊坊市永清县海森威工业小区调整为中风险地区。
6月12日起，廊坊市永清县海森威工业小区调整为低风险地区。
8月25日晚21时，涿州市清凉寺办事处槐林社区一男子刘某某在涿州全市静默管理状态相关管控措施情况下离开居住地到涿州市槐林社区给其朋友送烟酒食品等物品，全程未佩戴口罩。9时40分许刘某某到达槐林社区防疫检查点准备进入时被防疫人员拦下，要求其佩戴口罩并要求其返回，刘某某因此与防疫人员发生口角，随后与防疫人员孟某某发生肢体冲突，刘某某被孟某某殴打。8月26日下午，涿州公以刘某某因拒不执行紧急状态下决定為由對其行政拘留10日并处500元罚款处罚，孟某某因殴打他人被处以行政拘留10日并处500元罚款处罚。
8月28日，因石家庄第三轮核酸筛查共检出30例初筛阳性感染者，自8月28日14时起，石家庄市桥西区、长安区、裕华区、新华区除参与城市运行、市场保供、公共服务、疫情防控等工作人员以外，所有人员采取居家办公、单位暂停营业等措施，临时管制至8月31日14时。8月28日15时起，石家庄地铁各线路停止运营，石家庄市公交线路（含栾城区、藁城区、鹿泉区、正定县）全部停止运营。
9月6日5时起，桥西区、新华区、裕华区、长安区，以行政区为单位，以居住小区（村）为单元，按照分区分级差异化管控的原则，有序恢复生产生活秩序。
9月13日6时至9月16日6时，除参与城市运行、市场保供、公共服务、疫情防控等工作人员以外，石家莊裕华区所有人员采取居家办公、单位暂停营业，居民非必要不外出。
9月13日6时起，三河市進行为期4天的静默管理，并连续开展4轮全员核酸检测。
11月12日，石家庄市委市政府公开发表《致全体市民的一封信》，表示坚决落实“四早”要求，把防控责任压实到最小单元，对划定的高风险区，严格按照国家有关规定管理；除此之外，实行常态化疫情防控，全力维护正常生产生活秩序。11月13日，有網民聲稱石家莊疑似不再於公共場所查驗核酸證明。11月14日，石家庄取消常态化核酸点，地铁和公交自15日起不再查验核酸有效期，除重点场所外不再查验72小时核酸证明。相关事件引发网民争议。与此同时，石家庄市感冒类药品销售量近两日大幅度上涨，部分药店的连花清瘟胶囊断货。生产商以岭药业总部内部出现抢购现象。
11月21日0时起至25日24时，石家庄在桥西区、长安区、裕华区、新华区、高新区、循环化工园区开展全员核酸筛查。期间倡导居民非必要不离石，确需离石的要提前向目的地报备，机场、车站等交通场站须严格查验48小时内2次核酸阴性证明。
12月1日起，石家庄桥西区、长安区、裕华区、新华区、高新区、循环化工园区实施分区分级差异化防控措施，有序恢复生产生活秩序。
12月8日起，石家庄恢复堂食，影剧院等场所恢复营业，大型公共活动有序举办。中小学（含中职学校）继续开展线上教学，幼儿园寒假前暂缓开学。12月12日开始，高三年级有序恢复线下教学，落实闭环管理措施。

## 争议事件

### 高邑县公安局原副局长强行外出事件
2021年1月9日上午，高邑县文华苑小区一名男性居民未按照规定佩戴口罩，辱骂小区工作人员，强行外出，这一过程被同小区居民拍下并上传至网上，有网友称此人为高邑县公安局前副局长，引起了网民的广泛争议。次日，中共高邑县委宣传部微信头条号“高邑发布”发布消息，韩某某（66岁，退休前系县公安局副局长）违反疫情防控有关规定，不听从防控执勤人员劝阻，强行外出，并辱骂防控执勤人员，造成不良影响，县公安机关依据《中华人民共和国治安管理处罚法》第五十条第一款第一项之规定，对其作出行政拘留5日的处罚；县纪委根据《中国共产党纪律处分条例》有关规定，决定给予其党内严重警告处分。韩某某已认识到错误，写出致歉信，向防控执勤人员道歉，并得到谅解。

### 核酸检测机构相关问题
2021年1月17日，邢台市新闻发布会通报，因检测能力有限，隆尧县第二轮核酸检测任务委托济南华曦医学检验有限公司承担，该公司收集点负责人翟某在样本尚未检测完成、未知已完成检测数量和结果的情况下，于1月14日向县卫健局谎报送检样本全部为阴性，1月16日又报告发现有阳性样本。其后，公安、卫健等部门对涉嫌数据假报情况进行深入调查。隆尧县应对新冠肺炎疫情工作领导办公室发布通知，全县所有小区、家属院及农村居民实行居家隔离。
1月24日，中国中央电视台新闻频道《新闻直播间》报导隆尧县核酸检测结果谎报事件始末：1月11日，隆尧县卫健局局长张献波与在邻县推广业务的济南华曦医学检验公司业务代表翟某某（已刑事拘留）取得联系后，翟某某通过微信给张献波发来了公司相关资质文件的图片，此后双方的沟通也多是在微信上进行，由于时间紧迫，双方并未签订正式合同。 1月14日，翟某某在华曦公司还未正式出具检测报告的情况下，自作主张谎报检测结果，而张献波提前将翟某某口头转达的“全部阴性”结论上报，从而造成严重后果。
2022年9月24日，石家庄市公安局发布通报，石家庄和合医学检验实验室9月14日对裕华区阳光361小区核酸检测出的一管20:1混管阳性样本未上报，导致相关人员未得到及时管控，造成9月21日出现社区传播。该实验室涉嫌违法犯罪，石家庄警方已对其立案侦查。

### 藁城老人被捆绑谩骂事件
2021年1月18日上午9时许，老年男子曹某要进入藁城区南营镇水范寨村买烟，遭到村内卡口执勤人员制止。曹某不听劝阻，执意要进入村内。执勤人员在村党支部书记闫某的指使下，将曹某绑在树上谩骂，全过程被拍下视频并上传至网络，引起广泛争议。南营镇党委政府决定给予水范寨村党支部书记闫某停职处理，并要求各村疫情防控人员引以为戒，坚决杜绝此类事件再次发生。公安机关以涉嫌非法限制人身自由案立案调查。

### 藁城隔离点黑心棉被褥事件
2021年2月5日，藁城区集中隔离点石家庄信息工程职业学院的志愿者通过网络短视频平台曝光了该隔离点使用的劣质黑心棉被褥、枕头。当天，藁城区市场监管局和藁城区公安局联合展开调查。2月6日，藁城区有关部门一举查获了位于石家庄市新华区某村的无证照制售劣质棉被、枕头的窝点，并对该窝点经营者，河南省商水县人李某某和另一名涉嫌该案的犯罪嫌疑人王某某采取了强制措施。但2月7日，隔离人员拍摄的短视频显示，该隔离点的黑心棉被褥仍未更换，导致人们的身上起疹子，而且饭菜里还吃出了钉子。

### 扑杀感染者户内豢养动物争议
2022年3月30日，网络上传出一份廊坊市安次区新冠肺炎疫情防控工作领导小组办公室发布的红头文件，文件中称将对阳性患者户内豢养动物进行全面彻底扑杀，引发关注。当日下午，安次区农业农村局一位工作人员回应称，该文确系区防控办所发，但尚未执行。廊坊市疾控中心一名工作人员表示，该工作已经停止。同日晚，廊坊市安次区新冠肺炎疫情防控工作领导小组办公室发布《关于停止开展新冠肺炎阳性感染者户内豢养动物相关工作的说明》，称3月29日，安次区防控办下发了《关于迅速开展阳性患者户内豢养动物扑杀工作的紧急通知》。在市民提醒建议后，经认真研究，发现此项政策确有不妥之处，现已将该通知收回，并停止实施。

### 反锁居民争议
2022年4月下旬，迁安市要求居民上交钥匙，并由志愿者在外面将门反锁，以防居民不服从管理外出，不配合的居民一律用铁丝封门。有民众担心若出现灾难，被封住的居民将难以逃生。迁安市新冠肺炎疫情防控工作总指挥部办公室回应称个别社区的做法简单偏激，当地将采用报警器等技术手段来代替反锁、封门等硬隔离措施。

### 邯郸持续多日封控與磁县春耕問題
2022年5月14日，邯鄲市宣布在約一個月內繼續限制對外公共交通，并要求主城區所有居民自5月14日至6月12日，每3日一次預防性全民核酸檢測，期間實行「管住大交通、內部不封控」等措施，繼續關閉出城高鐵和機場；未按時檢測人士禁止工作、禁止出入公共場所。有市民指，邯鄲市已連續多天無新增病例，政府卻維持嚴控，是「一刀切懶政」。
5月14日當天，邯鄲市磁县一名家庭农场主在人民网向河北省邯郸市磁县县委书记留言，称自己承包一百多亩地，封控期間正值灌浆的管理期以及春玉米的播种期，希望當局能給他辦理通行證，但5月15日磁县县委办公室社情民意办表示「全县全域必须保持静默状态，民众必须做到足不出户。目前还不能办理通行证」。第一财经批評磁县當局此舉體現了一些地方毫无大局观、不以民生为重的懒政。5月17日，磁县官方通过微信公众号表示，磁县當局已於16日责成研究此事，並表示留言的农场主承包的耕地全面完成了灌溉，反应的问题彻底解决，回访时該农场主表示非常满意。

### 無核酸報告拖延救治而死
2021年5月28日凌晨，石家莊一嬰兒因肠梗阻进入河北医科大学第二附属医院治疗，因有发热症状而入住方舱病房。进入方舱病房后，医生告知需等白班医生上班后再进行治療。7时50分左右，婴儿口鼻涌出粪便出现休克状态，医生以没有核酸报告为由，拒绝将孩子转入儿科重症监护室进行抢救。11时51分左右，核酸结果出來後，婴儿转入儿科重症监护室，经过19小时抢救后被院方宣布死亡。

### 不配合流调三代以内旁系亲属不得参军入党考公
2022年8月30日，河北承德高新区新冠防疫指挥部办公室发布通告，涉疫人员不配合流调，一经查实救治费用自理、列入失信人员名单，三代以内旁系亲属不得参军入党考公。同日，承德高新区发布致歉声明称，表示新冠肺炎疫情防控指挥部办公室未经研究审核，擅自发布相关涉疫政策，法律政策依据不足，予以撤销。对此造成的影响向社会公开致歉。

### 保定一男子買奶粉持刀闖卡
2022年10月底，网络流传一段短片，顯示保定一位年輕父親為了給兒子買奶粉，駕車強闖防疫關卡，甚至手持菜刀下車，向防疫人員解釋，最後這位父親被特警和警察鎖上手扣帶走。事件掀起網民熱議。11月1日，保定白溝新城警方通報，該名男子因駕車持刀闖卡，違反相關法律規定，並造成一定程度社會危害性，但警方考慮到其特殊情況，僅對其作出罰款100元的行政處罰。通报还指出，在當地相關部門的幫助之下，孩子的奶粉問題已經得到妥善解決。

### 石家庄停做核酸反引发民众担忧
11月13日，石家庄市政府网站、石家庄新闻网发布了《致全体市民的一封信》，称每个人都是自己健康的“第一责任人”。广大市民要充分认识优化调整防控措施不是放松防控，更不是放开、“躺平”。石家庄自11月14日起不再强制进行全员核酸，并疑似放开多项疫情防控措施，引发部分学生不敢返校、部分员工不敢上班的情况。不过石家庄市自11月15日起恢复部分免费核酸检测网点。

## 關聯條目
- 2019冠状病毒病疫情：中國大陸疫情
- 2019冠狀病毒病全球各地疫情：中國大陸病例
- 严重急性呼吸综合征冠状病毒2：2019冠状病毒病
- 2019冠狀病毒病疫情相關爭議：中国大陆相关争议
- 河北健康码

## 外部連結
- 新型冠状病毒肺炎疫情防控--河北省卫生健康委员会（2021年）（页面存档备份，存于）
- 新型冠状病毒感染的肺炎疫情防控（2020年）（页面存档备份，存于） - 河北省卫生健康委员会